# Annotation (échecs)
Pour les articles homonymes, voir Annotation.
Cet article utilise la notation algébrique pour décrire des coups du jeu d'échecs.
Au jeu d'échecs, les annotations symboliques sont fréquemment utilisées par les commentateurs pour indiquer qu'un coup est bon ou mauvais, indiquer qu'un des deux camps a un avantage, dispose de l'initiative, etc. Ces annotations suivent immédiatement les coups qu'elles commentent. Par exemple Te7?? signifie que le coup Te7 est très mauvais, tandis que De7= signifie que la position est égale après le coup De7. Voir aussi notation algébrique.
Ces appréciations sont souvent subjectives, et différents commentateurs peuvent leur donner des significations qui peuvent varier.

## Annotations courantes
|   | a | b | c | d | e | f | g | h |   |
| 8 | Roi noir sur case noire g7 · Tour blanche sur case blanche c6 · Pion noir sur case noire f6 · Fou blanc sur case blanche g6 · Pion noir sur case noire h6 · Fou noir sur case noire e5 · Cavalier noir sur case noire g5 · Pion blanc sur case blanche h5 · Roi blanc sur case noire e3 | Roi noir sur case noire g7 · Tour blanche sur case blanche c6 · Pion noir sur case noire f6 · Fou blanc sur case blanche g6 · Pion noir sur case noire h6 · Fou noir sur case noire e5 · Cavalier noir sur case noire g5 · Pion blanc sur case blanche h5 · Roi blanc sur case noire e3 | Roi noir sur case noire g7 · Tour blanche sur case blanche c6 · Pion noir sur case noire f6 · Fou blanc sur case blanche g6 · Pion noir sur case noire h6 · Fou noir sur case noire e5 · Cavalier noir sur case noire g5 · Pion blanc sur case blanche h5 · Roi blanc sur case noire e3 | Roi noir sur case noire g7 · Tour blanche sur case blanche c6 · Pion noir sur case noire f6 · Fou blanc sur case blanche g6 · Pion noir sur case noire h6 · Fou noir sur case noire e5 · Cavalier noir sur case noire g5 · Pion blanc sur case blanche h5 · Roi blanc sur case noire e3 | Roi noir sur case noire g7 · Tour blanche sur case blanche c6 · Pion noir sur case noire f6 · Fou blanc sur case blanche g6 · Pion noir sur case noire h6 · Fou noir sur case noire e5 · Cavalier noir sur case noire g5 · Pion blanc sur case blanche h5 · Roi blanc sur case noire e3 | Roi noir sur case noire g7 · Tour blanche sur case blanche c6 · Pion noir sur case noire f6 · Fou blanc sur case blanche g6 · Pion noir sur case noire h6 · Fou noir sur case noire e5 · Cavalier noir sur case noire g5 · Pion blanc sur case blanche h5 · Roi blanc sur case noire e3 | Roi noir sur case noire g7 · Tour blanche sur case blanche c6 · Pion noir sur case noire f6 · Fou blanc sur case blanche g6 · Pion noir sur case noire h6 · Fou noir sur case noire e5 · Cavalier noir sur case noire g5 · Pion blanc sur case blanche h5 · Roi blanc sur case noire e3 | Roi noir sur case noire g7 · Tour blanche sur case blanche c6 · Pion noir sur case noire f6 · Fou blanc sur case blanche g6 · Pion noir sur case noire h6 · Fou noir sur case noire e5 · Cavalier noir sur case noire g5 · Pion blanc sur case blanche h5 · Roi blanc sur case noire e3 | 8 |
| 7 | Roi noir sur case noire g7 · Tour blanche sur case blanche c6 · Pion noir sur case noire f6 · Fou blanc sur case blanche g6 · Pion noir sur case noire h6 · Fou noir sur case noire e5 · Cavalier noir sur case noire g5 · Pion blanc sur case blanche h5 · Roi blanc sur case noire e3 | Roi noir sur case noire g7 · Tour blanche sur case blanche c6 · Pion noir sur case noire f6 · Fou blanc sur case blanche g6 · Pion noir sur case noire h6 · Fou noir sur case noire e5 · Cavalier noir sur case noire g5 · Pion blanc sur case blanche h5 · Roi blanc sur case noire e3 | Roi noir sur case noire g7 · Tour blanche sur case blanche c6 · Pion noir sur case noire f6 · Fou blanc sur case blanche g6 · Pion noir sur case noire h6 · Fou noir sur case noire e5 · Cavalier noir sur case noire g5 · Pion blanc sur case blanche h5 · Roi blanc sur case noire e3 | Roi noir sur case noire g7 · Tour blanche sur case blanche c6 · Pion noir sur case noire f6 · Fou blanc sur case blanche g6 · Pion noir sur case noire h6 · Fou noir sur case noire e5 · Cavalier noir sur case noire g5 · Pion blanc sur case blanche h5 · Roi blanc sur case noire e3 | Roi noir sur case noire g7 · Tour blanche sur case blanche c6 · Pion noir sur case noire f6 · Fou blanc sur case blanche g6 · Pion noir sur case noire h6 · Fou noir sur case noire e5 · Cavalier noir sur case noire g5 · Pion blanc sur case blanche h5 · Roi blanc sur case noire e3 | Roi noir sur case noire g7 · Tour blanche sur case blanche c6 · Pion noir sur case noire f6 · Fou blanc sur case blanche g6 · Pion noir sur case noire h6 · Fou noir sur case noire e5 · Cavalier noir sur case noire g5 · Pion blanc sur case blanche h5 · Roi blanc sur case noire e3 | Roi noir sur case noire g7 · Tour blanche sur case blanche c6 · Pion noir sur case noire f6 · Fou blanc sur case blanche g6 · Pion noir sur case noire h6 · Fou noir sur case noire e5 · Cavalier noir sur case noire g5 · Pion blanc sur case blanche h5 · Roi blanc sur case noire e3 | Roi noir sur case noire g7 · Tour blanche sur case blanche c6 · Pion noir sur case noire f6 · Fou blanc sur case blanche g6 · Pion noir sur case noire h6 · Fou noir sur case noire e5 · Cavalier noir sur case noire g5 · Pion blanc sur case blanche h5 · Roi blanc sur case noire e3 | 7 |
| 6 | Roi noir sur case noire g7 · Tour blanche sur case blanche c6 · Pion noir sur case noire f6 · Fou blanc sur case blanche g6 · Pion noir sur case noire h6 · Fou noir sur case noire e5 · Cavalier noir sur case noire g5 · Pion blanc sur case blanche h5 · Roi blanc sur case noire e3 | Roi noir sur case noire g7 · Tour blanche sur case blanche c6 · Pion noir sur case noire f6 · Fou blanc sur case blanche g6 · Pion noir sur case noire h6 · Fou noir sur case noire e5 · Cavalier noir sur case noire g5 · Pion blanc sur case blanche h5 · Roi blanc sur case noire e3 | Roi noir sur case noire g7 · Tour blanche sur case blanche c6 · Pion noir sur case noire f6 · Fou blanc sur case blanche g6 · Pion noir sur case noire h6 · Fou noir sur case noire e5 · Cavalier noir sur case noire g5 · Pion blanc sur case blanche h5 · Roi blanc sur case noire e3 | Roi noir sur case noire g7 · Tour blanche sur case blanche c6 · Pion noir sur case noire f6 · Fou blanc sur case blanche g6 · Pion noir sur case noire h6 · Fou noir sur case noire e5 · Cavalier noir sur case noire g5 · Pion blanc sur case blanche h5 · Roi blanc sur case noire e3 | Roi noir sur case noire g7 · Tour blanche sur case blanche c6 · Pion noir sur case noire f6 · Fou blanc sur case blanche g6 · Pion noir sur case noire h6 · Fou noir sur case noire e5 · Cavalier noir sur case noire g5 · Pion blanc sur case blanche h5 · Roi blanc sur case noire e3 | Roi noir sur case noire g7 · Tour blanche sur case blanche c6 · Pion noir sur case noire f6 · Fou blanc sur case blanche g6 · Pion noir sur case noire h6 · Fou noir sur case noire e5 · Cavalier noir sur case noire g5 · Pion blanc sur case blanche h5 · Roi blanc sur case noire e3 | Roi noir sur case noire g7 · Tour blanche sur case blanche c6 · Pion noir sur case noire f6 · Fou blanc sur case blanche g6 · Pion noir sur case noire h6 · Fou noir sur case noire e5 · Cavalier noir sur case noire g5 · Pion blanc sur case blanche h5 · Roi blanc sur case noire e3 | Roi noir sur case noire g7 · Tour blanche sur case blanche c6 · Pion noir sur case noire f6 · Fou blanc sur case blanche g6 · Pion noir sur case noire h6 · Fou noir sur case noire e5 · Cavalier noir sur case noire g5 · Pion blanc sur case blanche h5 · Roi blanc sur case noire e3 | 6 |
| 5 | Roi noir sur case noire g7 · Tour blanche sur case blanche c6 · Pion noir sur case noire f6 · Fou blanc sur case blanche g6 · Pion noir sur case noire h6 · Fou noir sur case noire e5 · Cavalier noir sur case noire g5 · Pion blanc sur case blanche h5 · Roi blanc sur case noire e3 | Roi noir sur case noire g7 · Tour blanche sur case blanche c6 · Pion noir sur case noire f6 · Fou blanc sur case blanche g6 · Pion noir sur case noire h6 · Fou noir sur case noire e5 · Cavalier noir sur case noire g5 · Pion blanc sur case blanche h5 · Roi blanc sur case noire e3 | Roi noir sur case noire g7 · Tour blanche sur case blanche c6 · Pion noir sur case noire f6 · Fou blanc sur case blanche g6 · Pion noir sur case noire h6 · Fou noir sur case noire e5 · Cavalier noir sur case noire g5 · Pion blanc sur case blanche h5 · Roi blanc sur case noire e3 | Roi noir sur case noire g7 · Tour blanche sur case blanche c6 · Pion noir sur case noire f6 · Fou blanc sur case blanche g6 · Pion noir sur case noire h6 · Fou noir sur case noire e5 · Cavalier noir sur case noire g5 · Pion blanc sur case blanche h5 · Roi blanc sur case noire e3 | Roi noir sur case noire g7 · Tour blanche sur case blanche c6 · Pion noir sur case noire f6 · Fou blanc sur case blanche g6 · Pion noir sur case noire h6 · Fou noir sur case noire e5 · Cavalier noir sur case noire g5 · Pion blanc sur case blanche h5 · Roi blanc sur case noire e3 | Roi noir sur case noire g7 · Tour blanche sur case blanche c6 · Pion noir sur case noire f6 · Fou blanc sur case blanche g6 · Pion noir sur case noire h6 · Fou noir sur case noire e5 · Cavalier noir sur case noire g5 · Pion blanc sur case blanche h5 · Roi blanc sur case noire e3 | Roi noir sur case noire g7 · Tour blanche sur case blanche c6 · Pion noir sur case noire f6 · Fou blanc sur case blanche g6 · Pion noir sur case noire h6 · Fou noir sur case noire e5 · Cavalier noir sur case noire g5 · Pion blanc sur case blanche h5 · Roi blanc sur case noire e3 | Roi noir sur case noire g7 · Tour blanche sur case blanche c6 · Pion noir sur case noire f6 · Fou blanc sur case blanche g6 · Pion noir sur case noire h6 · Fou noir sur case noire e5 · Cavalier noir sur case noire g5 · Pion blanc sur case blanche h5 · Roi blanc sur case noire e3 | 5 |
| 4 | Roi noir sur case noire g7 · Tour blanche sur case blanche c6 · Pion noir sur case noire f6 · Fou blanc sur case blanche g6 · Pion noir sur case noire h6 · Fou noir sur case noire e5 · Cavalier noir sur case noire g5 · Pion blanc sur case blanche h5 · Roi blanc sur case noire e3 | Roi noir sur case noire g7 · Tour blanche sur case blanche c6 · Pion noir sur case noire f6 · Fou blanc sur case blanche g6 · Pion noir sur case noire h6 · Fou noir sur case noire e5 · Cavalier noir sur case noire g5 · Pion blanc sur case blanche h5 · Roi blanc sur case noire e3 | Roi noir sur case noire g7 · Tour blanche sur case blanche c6 · Pion noir sur case noire f6 · Fou blanc sur case blanche g6 · Pion noir sur case noire h6 · Fou noir sur case noire e5 · Cavalier noir sur case noire g5 · Pion blanc sur case blanche h5 · Roi blanc sur case noire e3 | Roi noir sur case noire g7 · Tour blanche sur case blanche c6 · Pion noir sur case noire f6 · Fou blanc sur case blanche g6 · Pion noir sur case noire h6 · Fou noir sur case noire e5 · Cavalier noir sur case noire g5 · Pion blanc sur case blanche h5 · Roi blanc sur case noire e3 | Roi noir sur case noire g7 · Tour blanche sur case blanche c6 · Pion noir sur case noire f6 · Fou blanc sur case blanche g6 · Pion noir sur case noire h6 · Fou noir sur case noire e5 · Cavalier noir sur case noire g5 · Pion blanc sur case blanche h5 · Roi blanc sur case noire e3 | Roi noir sur case noire g7 · Tour blanche sur case blanche c6 · Pion noir sur case noire f6 · Fou blanc sur case blanche g6 · Pion noir sur case noire h6 · Fou noir sur case noire e5 · Cavalier noir sur case noire g5 · Pion blanc sur case blanche h5 · Roi blanc sur case noire e3 | Roi noir sur case noire g7 · Tour blanche sur case blanche c6 · Pion noir sur case noire f6 · Fou blanc sur case blanche g6 · Pion noir sur case noire h6 · Fou noir sur case noire e5 · Cavalier noir sur case noire g5 · Pion blanc sur case blanche h5 · Roi blanc sur case noire e3 | Roi noir sur case noire g7 · Tour blanche sur case blanche c6 · Pion noir sur case noire f6 · Fou blanc sur case blanche g6 · Pion noir sur case noire h6 · Fou noir sur case noire e5 · Cavalier noir sur case noire g5 · Pion blanc sur case blanche h5 · Roi blanc sur case noire e3 | 4 |
| 3 | Roi noir sur case noire g7 · Tour blanche sur case blanche c6 · Pion noir sur case noire f6 · Fou blanc sur case blanche g6 · Pion noir sur case noire h6 · Fou noir sur case noire e5 · Cavalier noir sur case noire g5 · Pion blanc sur case blanche h5 · Roi blanc sur case noire e3 | Roi noir sur case noire g7 · Tour blanche sur case blanche c6 · Pion noir sur case noire f6 · Fou blanc sur case blanche g6 · Pion noir sur case noire h6 · Fou noir sur case noire e5 · Cavalier noir sur case noire g5 · Pion blanc sur case blanche h5 · Roi blanc sur case noire e3 | Roi noir sur case noire g7 · Tour blanche sur case blanche c6 · Pion noir sur case noire f6 · Fou blanc sur case blanche g6 · Pion noir sur case noire h6 · Fou noir sur case noire e5 · Cavalier noir sur case noire g5 · Pion blanc sur case blanche h5 · Roi blanc sur case noire e3 | Roi noir sur case noire g7 · Tour blanche sur case blanche c6 · Pion noir sur case noire f6 · Fou blanc sur case blanche g6 · Pion noir sur case noire h6 · Fou noir sur case noire e5 · Cavalier noir sur case noire g5 · Pion blanc sur case blanche h5 · Roi blanc sur case noire e3 | Roi noir sur case noire g7 · Tour blanche sur case blanche c6 · Pion noir sur case noire f6 · Fou blanc sur case blanche g6 · Pion noir sur case noire h6 · Fou noir sur case noire e5 · Cavalier noir sur case noire g5 · Pion blanc sur case blanche h5 · Roi blanc sur case noire e3 | Roi noir sur case noire g7 · Tour blanche sur case blanche c6 · Pion noir sur case noire f6 · Fou blanc sur case blanche g6 · Pion noir sur case noire h6 · Fou noir sur case noire e5 · Cavalier noir sur case noire g5 · Pion blanc sur case blanche h5 · Roi blanc sur case noire e3 | Roi noir sur case noire g7 · Tour blanche sur case blanche c6 · Pion noir sur case noire f6 · Fou blanc sur case blanche g6 · Pion noir sur case noire h6 · Fou noir sur case noire e5 · Cavalier noir sur case noire g5 · Pion blanc sur case blanche h5 · Roi blanc sur case noire e3 | Roi noir sur case noire g7 · Tour blanche sur case blanche c6 · Pion noir sur case noire f6 · Fou blanc sur case blanche g6 · Pion noir sur case noire h6 · Fou noir sur case noire e5 · Cavalier noir sur case noire g5 · Pion blanc sur case blanche h5 · Roi blanc sur case noire e3 | 3 |
| 2 | Roi noir sur case noire g7 · Tour blanche sur case blanche c6 · Pion noir sur case noire f6 · Fou blanc sur case blanche g6 · Pion noir sur case noire h6 · Fou noir sur case noire e5 · Cavalier noir sur case noire g5 · Pion blanc sur case blanche h5 · Roi blanc sur case noire e3 | Roi noir sur case noire g7 · Tour blanche sur case blanche c6 · Pion noir sur case noire f6 · Fou blanc sur case blanche g6 · Pion noir sur case noire h6 · Fou noir sur case noire e5 · Cavalier noir sur case noire g5 · Pion blanc sur case blanche h5 · Roi blanc sur case noire e3 | Roi noir sur case noire g7 · Tour blanche sur case blanche c6 · Pion noir sur case noire f6 · Fou blanc sur case blanche g6 · Pion noir sur case noire h6 · Fou noir sur case noire e5 · Cavalier noir sur case noire g5 · Pion blanc sur case blanche h5 · Roi blanc sur case noire e3 | Roi noir sur case noire g7 · Tour blanche sur case blanche c6 · Pion noir sur case noire f6 · Fou blanc sur case blanche g6 · Pion noir sur case noire h6 · Fou noir sur case noire e5 · Cavalier noir sur case noire g5 · Pion blanc sur case blanche h5 · Roi blanc sur case noire e3 | Roi noir sur case noire g7 · Tour blanche sur case blanche c6 · Pion noir sur case noire f6 · Fou blanc sur case blanche g6 · Pion noir sur case noire h6 · Fou noir sur case noire e5 · Cavalier noir sur case noire g5 · Pion blanc sur case blanche h5 · Roi blanc sur case noire e3 | Roi noir sur case noire g7 · Tour blanche sur case blanche c6 · Pion noir sur case noire f6 · Fou blanc sur case blanche g6 · Pion noir sur case noire h6 · Fou noir sur case noire e5 · Cavalier noir sur case noire g5 · Pion blanc sur case blanche h5 · Roi blanc sur case noire e3 | Roi noir sur case noire g7 · Tour blanche sur case blanche c6 · Pion noir sur case noire f6 · Fou blanc sur case blanche g6 · Pion noir sur case noire h6 · Fou noir sur case noire e5 · Cavalier noir sur case noire g5 · Pion blanc sur case blanche h5 · Roi blanc sur case noire e3 | Roi noir sur case noire g7 · Tour blanche sur case blanche c6 · Pion noir sur case noire f6 · Fou blanc sur case blanche g6 · Pion noir sur case noire h6 · Fou noir sur case noire e5 · Cavalier noir sur case noire g5 · Pion blanc sur case blanche h5 · Roi blanc sur case noire e3 | 2 |
| 1 | Roi noir sur case noire g7 · Tour blanche sur case blanche c6 · Pion noir sur case noire f6 · Fou blanc sur case blanche g6 · Pion noir sur case noire h6 · Fou noir sur case noire e5 · Cavalier noir sur case noire g5 · Pion blanc sur case blanche h5 · Roi blanc sur case noire e3 | Roi noir sur case noire g7 · Tour blanche sur case blanche c6 · Pion noir sur case noire f6 · Fou blanc sur case blanche g6 · Pion noir sur case noire h6 · Fou noir sur case noire e5 · Cavalier noir sur case noire g5 · Pion blanc sur case blanche h5 · Roi blanc sur case noire e3 | Roi noir sur case noire g7 · Tour blanche sur case blanche c6 · Pion noir sur case noire f6 · Fou blanc sur case blanche g6 · Pion noir sur case noire h6 · Fou noir sur case noire e5 · Cavalier noir sur case noire g5 · Pion blanc sur case blanche h5 · Roi blanc sur case noire e3 | Roi noir sur case noire g7 · Tour blanche sur case blanche c6 · Pion noir sur case noire f6 · Fou blanc sur case blanche g6 · Pion noir sur case noire h6 · Fou noir sur case noire e5 · Cavalier noir sur case noire g5 · Pion blanc sur case blanche h5 · Roi blanc sur case noire e3 | Roi noir sur case noire g7 · Tour blanche sur case blanche c6 · Pion noir sur case noire f6 · Fou blanc sur case blanche g6 · Pion noir sur case noire h6 · Fou noir sur case noire e5 · Cavalier noir sur case noire g5 · Pion blanc sur case blanche h5 · Roi blanc sur case noire e3 | Roi noir sur case noire g7 · Tour blanche sur case blanche c6 · Pion noir sur case noire f6 · Fou blanc sur case blanche g6 · Pion noir sur case noire h6 · Fou noir sur case noire e5 · Cavalier noir sur case noire g5 · Pion blanc sur case blanche h5 · Roi blanc sur case noire e3 | Roi noir sur case noire g7 · Tour blanche sur case blanche c6 · Pion noir sur case noire f6 · Fou blanc sur case blanche g6 · Pion noir sur case noire h6 · Fou noir sur case noire e5 · Cavalier noir sur case noire g5 · Pion blanc sur case blanche h5 · Roi blanc sur case noire e3 | Roi noir sur case noire g7 · Tour blanche sur case blanche c6 · Pion noir sur case noire f6 · Fou blanc sur case blanche g6 · Pion noir sur case noire h6 · Fou noir sur case noire e5 · Cavalier noir sur case noire g5 · Pion blanc sur case blanche h5 · Roi blanc sur case noire e3 | 1 |
|   | a | b | c | d | e | f | g | h |   |

 ??très mauvais coup, gaffe.
Le double point d'interrogation indique que le coup qui précède est très mauvais, et qu'il ne s'agit manifestement pas d'un coup qui correspond au niveau habituel du joueur. Typiquement, ce coup perd du matériel sans compensation ou donne un avantage décisif à l'adversaire qui devrait normalement lui permettre de gagner la partie ou encore qui renverse une position gagnante en une position perdante ou nulle.
 ?mauvais coup, erreur.
Moins fort que le précédent, le point d'interrogation indique que le commentateur estime que ce coup n'aurait pas dû être joué, qu'il manque de logique et dégrade la position sans raison. Il peut s'agir d'une erreur tactique ou stratégique, ou qu'il existe un coup manifestement supérieur à celui joué. Parfois suit un commentaire explicatif ou l'indication d'un meilleur coup, ou bien le coup suivant de l'adversaire constitue-t-il l'explication de l'appréciation.
 ?!coup douteux.
Le commentateur indique que le coup est mauvais, mais peut-être difficile à réfuter ou dont le caractère mauvais n'est pas évident à établir objectivement. Il peut aussi s'agir d'un sacrifice risqué, contre lequel des défenses existent, mais sont difficiles à trouver. Le coup douteux peut aussi contenir des avantages, mais beaucoup moins importants que les inconvénients.
 !?coup intéressant.
Selon les commentateurs, il peut s'agir d'un coup qui est intéressant, mais pas le meilleur, mérite l'attention, entreprenant ou encore risqué. Il suit souvent un coup qui mène à un jeu aigu et tendu, et il est probablement bon, même si c'est difficile à établir objectivement. Il se peut aussi que le joueur tende un piège subtil. On retrouve parfois cette annotation après un sacrifice spéculatif, ou après des coups d'attaque dont le succès est incertain. Par plaisanterie, Andrew Soltis l'attribue au commentateur indolent qui ne s'est pas soucié de déterminer si le coup était mauvais ou bon. Le coup intéressant peut aussi présenter des inconvénients, mais moins importants que les avantages.
|   | a | b | c | d | e | f | g | h |   |
| 8 | Tour noire sur case blanche a8 · Dame noire sur case noire d8 · Tour noire sur case blanche e8 · Roi noir sur case blanche g8 · Fou noir sur case blanche b7 · Fou noir sur case noire e7 · Pion noir sur case blanche f7 · Pion noir sur case noire g7 · Pion noir sur case blanche c6 · Pion noir sur case blanche e6 · Cavalier noir sur case noire f6 · Pion noir sur case noire h6 · Pion noir sur case noire a5 · Pion noir sur case blanche d5 · Cavalier blanc sur case noire e5 · Fou blanc sur case noire g5 · Pion blanc sur case noire d4 · Cavalier blanc sur case noire c3 · Tour blanche sur case blanche d3 · Dame blanche sur case blanche h3 · Pion blanc sur case blanche a2 · Pion blanc sur case noire b2 · Pion blanc sur case blanche c2 · Pion blanc sur case noire f2 · Pion blanc sur case blanche g2 · Pion blanc sur case noire h2 · Tour blanche sur case noire e1 · Roi blanc sur case noire g1 | Tour noire sur case blanche a8 · Dame noire sur case noire d8 · Tour noire sur case blanche e8 · Roi noir sur case blanche g8 · Fou noir sur case blanche b7 · Fou noir sur case noire e7 · Pion noir sur case blanche f7 · Pion noir sur case noire g7 · Pion noir sur case blanche c6 · Pion noir sur case blanche e6 · Cavalier noir sur case noire f6 · Pion noir sur case noire h6 · Pion noir sur case noire a5 · Pion noir sur case blanche d5 · Cavalier blanc sur case noire e5 · Fou blanc sur case noire g5 · Pion blanc sur case noire d4 · Cavalier blanc sur case noire c3 · Tour blanche sur case blanche d3 · Dame blanche sur case blanche h3 · Pion blanc sur case blanche a2 · Pion blanc sur case noire b2 · Pion blanc sur case blanche c2 · Pion blanc sur case noire f2 · Pion blanc sur case blanche g2 · Pion blanc sur case noire h2 · Tour blanche sur case noire e1 · Roi blanc sur case noire g1 | Tour noire sur case blanche a8 · Dame noire sur case noire d8 · Tour noire sur case blanche e8 · Roi noir sur case blanche g8 · Fou noir sur case blanche b7 · Fou noir sur case noire e7 · Pion noir sur case blanche f7 · Pion noir sur case noire g7 · Pion noir sur case blanche c6 · Pion noir sur case blanche e6 · Cavalier noir sur case noire f6 · Pion noir sur case noire h6 · Pion noir sur case noire a5 · Pion noir sur case blanche d5 · Cavalier blanc sur case noire e5 · Fou blanc sur case noire g5 · Pion blanc sur case noire d4 · Cavalier blanc sur case noire c3 · Tour blanche sur case blanche d3 · Dame blanche sur case blanche h3 · Pion blanc sur case blanche a2 · Pion blanc sur case noire b2 · Pion blanc sur case blanche c2 · Pion blanc sur case noire f2 · Pion blanc sur case blanche g2 · Pion blanc sur case noire h2 · Tour blanche sur case noire e1 · Roi blanc sur case noire g1 | Tour noire sur case blanche a8 · Dame noire sur case noire d8 · Tour noire sur case blanche e8 · Roi noir sur case blanche g8 · Fou noir sur case blanche b7 · Fou noir sur case noire e7 · Pion noir sur case blanche f7 · Pion noir sur case noire g7 · Pion noir sur case blanche c6 · Pion noir sur case blanche e6 · Cavalier noir sur case noire f6 · Pion noir sur case noire h6 · Pion noir sur case noire a5 · Pion noir sur case blanche d5 · Cavalier blanc sur case noire e5 · Fou blanc sur case noire g5 · Pion blanc sur case noire d4 · Cavalier blanc sur case noire c3 · Tour blanche sur case blanche d3 · Dame blanche sur case blanche h3 · Pion blanc sur case blanche a2 · Pion blanc sur case noire b2 · Pion blanc sur case blanche c2 · Pion blanc sur case noire f2 · Pion blanc sur case blanche g2 · Pion blanc sur case noire h2 · Tour blanche sur case noire e1 · Roi blanc sur case noire g1 | Tour noire sur case blanche a8 · Dame noire sur case noire d8 · Tour noire sur case blanche e8 · Roi noir sur case blanche g8 · Fou noir sur case blanche b7 · Fou noir sur case noire e7 · Pion noir sur case blanche f7 · Pion noir sur case noire g7 · Pion noir sur case blanche c6 · Pion noir sur case blanche e6 · Cavalier noir sur case noire f6 · Pion noir sur case noire h6 · Pion noir sur case noire a5 · Pion noir sur case blanche d5 · Cavalier blanc sur case noire e5 · Fou blanc sur case noire g5 · Pion blanc sur case noire d4 · Cavalier blanc sur case noire c3 · Tour blanche sur case blanche d3 · Dame blanche sur case blanche h3 · Pion blanc sur case blanche a2 · Pion blanc sur case noire b2 · Pion blanc sur case blanche c2 · Pion blanc sur case noire f2 · Pion blanc sur case blanche g2 · Pion blanc sur case noire h2 · Tour blanche sur case noire e1 · Roi blanc sur case noire g1 | Tour noire sur case blanche a8 · Dame noire sur case noire d8 · Tour noire sur case blanche e8 · Roi noir sur case blanche g8 · Fou noir sur case blanche b7 · Fou noir sur case noire e7 · Pion noir sur case blanche f7 · Pion noir sur case noire g7 · Pion noir sur case blanche c6 · Pion noir sur case blanche e6 · Cavalier noir sur case noire f6 · Pion noir sur case noire h6 · Pion noir sur case noire a5 · Pion noir sur case blanche d5 · Cavalier blanc sur case noire e5 · Fou blanc sur case noire g5 · Pion blanc sur case noire d4 · Cavalier blanc sur case noire c3 · Tour blanche sur case blanche d3 · Dame blanche sur case blanche h3 · Pion blanc sur case blanche a2 · Pion blanc sur case noire b2 · Pion blanc sur case blanche c2 · Pion blanc sur case noire f2 · Pion blanc sur case blanche g2 · Pion blanc sur case noire h2 · Tour blanche sur case noire e1 · Roi blanc sur case noire g1 | Tour noire sur case blanche a8 · Dame noire sur case noire d8 · Tour noire sur case blanche e8 · Roi noir sur case blanche g8 · Fou noir sur case blanche b7 · Fou noir sur case noire e7 · Pion noir sur case blanche f7 · Pion noir sur case noire g7 · Pion noir sur case blanche c6 · Pion noir sur case blanche e6 · Cavalier noir sur case noire f6 · Pion noir sur case noire h6 · Pion noir sur case noire a5 · Pion noir sur case blanche d5 · Cavalier blanc sur case noire e5 · Fou blanc sur case noire g5 · Pion blanc sur case noire d4 · Cavalier blanc sur case noire c3 · Tour blanche sur case blanche d3 · Dame blanche sur case blanche h3 · Pion blanc sur case blanche a2 · Pion blanc sur case noire b2 · Pion blanc sur case blanche c2 · Pion blanc sur case noire f2 · Pion blanc sur case blanche g2 · Pion blanc sur case noire h2 · Tour blanche sur case noire e1 · Roi blanc sur case noire g1 | Tour noire sur case blanche a8 · Dame noire sur case noire d8 · Tour noire sur case blanche e8 · Roi noir sur case blanche g8 · Fou noir sur case blanche b7 · Fou noir sur case noire e7 · Pion noir sur case blanche f7 · Pion noir sur case noire g7 · Pion noir sur case blanche c6 · Pion noir sur case blanche e6 · Cavalier noir sur case noire f6 · Pion noir sur case noire h6 · Pion noir sur case noire a5 · Pion noir sur case blanche d5 · Cavalier blanc sur case noire e5 · Fou blanc sur case noire g5 · Pion blanc sur case noire d4 · Cavalier blanc sur case noire c3 · Tour blanche sur case blanche d3 · Dame blanche sur case blanche h3 · Pion blanc sur case blanche a2 · Pion blanc sur case noire b2 · Pion blanc sur case blanche c2 · Pion blanc sur case noire f2 · Pion blanc sur case blanche g2 · Pion blanc sur case noire h2 · Tour blanche sur case noire e1 · Roi blanc sur case noire g1 | 8 |
| 7 | Tour noire sur case blanche a8 · Dame noire sur case noire d8 · Tour noire sur case blanche e8 · Roi noir sur case blanche g8 · Fou noir sur case blanche b7 · Fou noir sur case noire e7 · Pion noir sur case blanche f7 · Pion noir sur case noire g7 · Pion noir sur case blanche c6 · Pion noir sur case blanche e6 · Cavalier noir sur case noire f6 · Pion noir sur case noire h6 · Pion noir sur case noire a5 · Pion noir sur case blanche d5 · Cavalier blanc sur case noire e5 · Fou blanc sur case noire g5 · Pion blanc sur case noire d4 · Cavalier blanc sur case noire c3 · Tour blanche sur case blanche d3 · Dame blanche sur case blanche h3 · Pion blanc sur case blanche a2 · Pion blanc sur case noire b2 · Pion blanc sur case blanche c2 · Pion blanc sur case noire f2 · Pion blanc sur case blanche g2 · Pion blanc sur case noire h2 · Tour blanche sur case noire e1 · Roi blanc sur case noire g1 | Tour noire sur case blanche a8 · Dame noire sur case noire d8 · Tour noire sur case blanche e8 · Roi noir sur case blanche g8 · Fou noir sur case blanche b7 · Fou noir sur case noire e7 · Pion noir sur case blanche f7 · Pion noir sur case noire g7 · Pion noir sur case blanche c6 · Pion noir sur case blanche e6 · Cavalier noir sur case noire f6 · Pion noir sur case noire h6 · Pion noir sur case noire a5 · Pion noir sur case blanche d5 · Cavalier blanc sur case noire e5 · Fou blanc sur case noire g5 · Pion blanc sur case noire d4 · Cavalier blanc sur case noire c3 · Tour blanche sur case blanche d3 · Dame blanche sur case blanche h3 · Pion blanc sur case blanche a2 · Pion blanc sur case noire b2 · Pion blanc sur case blanche c2 · Pion blanc sur case noire f2 · Pion blanc sur case blanche g2 · Pion blanc sur case noire h2 · Tour blanche sur case noire e1 · Roi blanc sur case noire g1 | Tour noire sur case blanche a8 · Dame noire sur case noire d8 · Tour noire sur case blanche e8 · Roi noir sur case blanche g8 · Fou noir sur case blanche b7 · Fou noir sur case noire e7 · Pion noir sur case blanche f7 · Pion noir sur case noire g7 · Pion noir sur case blanche c6 · Pion noir sur case blanche e6 · Cavalier noir sur case noire f6 · Pion noir sur case noire h6 · Pion noir sur case noire a5 · Pion noir sur case blanche d5 · Cavalier blanc sur case noire e5 · Fou blanc sur case noire g5 · Pion blanc sur case noire d4 · Cavalier blanc sur case noire c3 · Tour blanche sur case blanche d3 · Dame blanche sur case blanche h3 · Pion blanc sur case blanche a2 · Pion blanc sur case noire b2 · Pion blanc sur case blanche c2 · Pion blanc sur case noire f2 · Pion blanc sur case blanche g2 · Pion blanc sur case noire h2 · Tour blanche sur case noire e1 · Roi blanc sur case noire g1 | Tour noire sur case blanche a8 · Dame noire sur case noire d8 · Tour noire sur case blanche e8 · Roi noir sur case blanche g8 · Fou noir sur case blanche b7 · Fou noir sur case noire e7 · Pion noir sur case blanche f7 · Pion noir sur case noire g7 · Pion noir sur case blanche c6 · Pion noir sur case blanche e6 · Cavalier noir sur case noire f6 · Pion noir sur case noire h6 · Pion noir sur case noire a5 · Pion noir sur case blanche d5 · Cavalier blanc sur case noire e5 · Fou blanc sur case noire g5 · Pion blanc sur case noire d4 · Cavalier blanc sur case noire c3 · Tour blanche sur case blanche d3 · Dame blanche sur case blanche h3 · Pion blanc sur case blanche a2 · Pion blanc sur case noire b2 · Pion blanc sur case blanche c2 · Pion blanc sur case noire f2 · Pion blanc sur case blanche g2 · Pion blanc sur case noire h2 · Tour blanche sur case noire e1 · Roi blanc sur case noire g1 | Tour noire sur case blanche a8 · Dame noire sur case noire d8 · Tour noire sur case blanche e8 · Roi noir sur case blanche g8 · Fou noir sur case blanche b7 · Fou noir sur case noire e7 · Pion noir sur case blanche f7 · Pion noir sur case noire g7 · Pion noir sur case blanche c6 · Pion noir sur case blanche e6 · Cavalier noir sur case noire f6 · Pion noir sur case noire h6 · Pion noir sur case noire a5 · Pion noir sur case blanche d5 · Cavalier blanc sur case noire e5 · Fou blanc sur case noire g5 · Pion blanc sur case noire d4 · Cavalier blanc sur case noire c3 · Tour blanche sur case blanche d3 · Dame blanche sur case blanche h3 · Pion blanc sur case blanche a2 · Pion blanc sur case noire b2 · Pion blanc sur case blanche c2 · Pion blanc sur case noire f2 · Pion blanc sur case blanche g2 · Pion blanc sur case noire h2 · Tour blanche sur case noire e1 · Roi blanc sur case noire g1 | Tour noire sur case blanche a8 · Dame noire sur case noire d8 · Tour noire sur case blanche e8 · Roi noir sur case blanche g8 · Fou noir sur case blanche b7 · Fou noir sur case noire e7 · Pion noir sur case blanche f7 · Pion noir sur case noire g7 · Pion noir sur case blanche c6 · Pion noir sur case blanche e6 · Cavalier noir sur case noire f6 · Pion noir sur case noire h6 · Pion noir sur case noire a5 · Pion noir sur case blanche d5 · Cavalier blanc sur case noire e5 · Fou blanc sur case noire g5 · Pion blanc sur case noire d4 · Cavalier blanc sur case noire c3 · Tour blanche sur case blanche d3 · Dame blanche sur case blanche h3 · Pion blanc sur case blanche a2 · Pion blanc sur case noire b2 · Pion blanc sur case blanche c2 · Pion blanc sur case noire f2 · Pion blanc sur case blanche g2 · Pion blanc sur case noire h2 · Tour blanche sur case noire e1 · Roi blanc sur case noire g1 | Tour noire sur case blanche a8 · Dame noire sur case noire d8 · Tour noire sur case blanche e8 · Roi noir sur case blanche g8 · Fou noir sur case blanche b7 · Fou noir sur case noire e7 · Pion noir sur case blanche f7 · Pion noir sur case noire g7 · Pion noir sur case blanche c6 · Pion noir sur case blanche e6 · Cavalier noir sur case noire f6 · Pion noir sur case noire h6 · Pion noir sur case noire a5 · Pion noir sur case blanche d5 · Cavalier blanc sur case noire e5 · Fou blanc sur case noire g5 · Pion blanc sur case noire d4 · Cavalier blanc sur case noire c3 · Tour blanche sur case blanche d3 · Dame blanche sur case blanche h3 · Pion blanc sur case blanche a2 · Pion blanc sur case noire b2 · Pion blanc sur case blanche c2 · Pion blanc sur case noire f2 · Pion blanc sur case blanche g2 · Pion blanc sur case noire h2 · Tour blanche sur case noire e1 · Roi blanc sur case noire g1 | Tour noire sur case blanche a8 · Dame noire sur case noire d8 · Tour noire sur case blanche e8 · Roi noir sur case blanche g8 · Fou noir sur case blanche b7 · Fou noir sur case noire e7 · Pion noir sur case blanche f7 · Pion noir sur case noire g7 · Pion noir sur case blanche c6 · Pion noir sur case blanche e6 · Cavalier noir sur case noire f6 · Pion noir sur case noire h6 · Pion noir sur case noire a5 · Pion noir sur case blanche d5 · Cavalier blanc sur case noire e5 · Fou blanc sur case noire g5 · Pion blanc sur case noire d4 · Cavalier blanc sur case noire c3 · Tour blanche sur case blanche d3 · Dame blanche sur case blanche h3 · Pion blanc sur case blanche a2 · Pion blanc sur case noire b2 · Pion blanc sur case blanche c2 · Pion blanc sur case noire f2 · Pion blanc sur case blanche g2 · Pion blanc sur case noire h2 · Tour blanche sur case noire e1 · Roi blanc sur case noire g1 | 7 |
| 6 | Tour noire sur case blanche a8 · Dame noire sur case noire d8 · Tour noire sur case blanche e8 · Roi noir sur case blanche g8 · Fou noir sur case blanche b7 · Fou noir sur case noire e7 · Pion noir sur case blanche f7 · Pion noir sur case noire g7 · Pion noir sur case blanche c6 · Pion noir sur case blanche e6 · Cavalier noir sur case noire f6 · Pion noir sur case noire h6 · Pion noir sur case noire a5 · Pion noir sur case blanche d5 · Cavalier blanc sur case noire e5 · Fou blanc sur case noire g5 · Pion blanc sur case noire d4 · Cavalier blanc sur case noire c3 · Tour blanche sur case blanche d3 · Dame blanche sur case blanche h3 · Pion blanc sur case blanche a2 · Pion blanc sur case noire b2 · Pion blanc sur case blanche c2 · Pion blanc sur case noire f2 · Pion blanc sur case blanche g2 · Pion blanc sur case noire h2 · Tour blanche sur case noire e1 · Roi blanc sur case noire g1 | Tour noire sur case blanche a8 · Dame noire sur case noire d8 · Tour noire sur case blanche e8 · Roi noir sur case blanche g8 · Fou noir sur case blanche b7 · Fou noir sur case noire e7 · Pion noir sur case blanche f7 · Pion noir sur case noire g7 · Pion noir sur case blanche c6 · Pion noir sur case blanche e6 · Cavalier noir sur case noire f6 · Pion noir sur case noire h6 · Pion noir sur case noire a5 · Pion noir sur case blanche d5 · Cavalier blanc sur case noire e5 · Fou blanc sur case noire g5 · Pion blanc sur case noire d4 · Cavalier blanc sur case noire c3 · Tour blanche sur case blanche d3 · Dame blanche sur case blanche h3 · Pion blanc sur case blanche a2 · Pion blanc sur case noire b2 · Pion blanc sur case blanche c2 · Pion blanc sur case noire f2 · Pion blanc sur case blanche g2 · Pion blanc sur case noire h2 · Tour blanche sur case noire e1 · Roi blanc sur case noire g1 | Tour noire sur case blanche a8 · Dame noire sur case noire d8 · Tour noire sur case blanche e8 · Roi noir sur case blanche g8 · Fou noir sur case blanche b7 · Fou noir sur case noire e7 · Pion noir sur case blanche f7 · Pion noir sur case noire g7 · Pion noir sur case blanche c6 · Pion noir sur case blanche e6 · Cavalier noir sur case noire f6 · Pion noir sur case noire h6 · Pion noir sur case noire a5 · Pion noir sur case blanche d5 · Cavalier blanc sur case noire e5 · Fou blanc sur case noire g5 · Pion blanc sur case noire d4 · Cavalier blanc sur case noire c3 · Tour blanche sur case blanche d3 · Dame blanche sur case blanche h3 · Pion blanc sur case blanche a2 · Pion blanc sur case noire b2 · Pion blanc sur case blanche c2 · Pion blanc sur case noire f2 · Pion blanc sur case blanche g2 · Pion blanc sur case noire h2 · Tour blanche sur case noire e1 · Roi blanc sur case noire g1 | Tour noire sur case blanche a8 · Dame noire sur case noire d8 · Tour noire sur case blanche e8 · Roi noir sur case blanche g8 · Fou noir sur case blanche b7 · Fou noir sur case noire e7 · Pion noir sur case blanche f7 · Pion noir sur case noire g7 · Pion noir sur case blanche c6 · Pion noir sur case blanche e6 · Cavalier noir sur case noire f6 · Pion noir sur case noire h6 · Pion noir sur case noire a5 · Pion noir sur case blanche d5 · Cavalier blanc sur case noire e5 · Fou blanc sur case noire g5 · Pion blanc sur case noire d4 · Cavalier blanc sur case noire c3 · Tour blanche sur case blanche d3 · Dame blanche sur case blanche h3 · Pion blanc sur case blanche a2 · Pion blanc sur case noire b2 · Pion blanc sur case blanche c2 · Pion blanc sur case noire f2 · Pion blanc sur case blanche g2 · Pion blanc sur case noire h2 · Tour blanche sur case noire e1 · Roi blanc sur case noire g1 | Tour noire sur case blanche a8 · Dame noire sur case noire d8 · Tour noire sur case blanche e8 · Roi noir sur case blanche g8 · Fou noir sur case blanche b7 · Fou noir sur case noire e7 · Pion noir sur case blanche f7 · Pion noir sur case noire g7 · Pion noir sur case blanche c6 · Pion noir sur case blanche e6 · Cavalier noir sur case noire f6 · Pion noir sur case noire h6 · Pion noir sur case noire a5 · Pion noir sur case blanche d5 · Cavalier blanc sur case noire e5 · Fou blanc sur case noire g5 · Pion blanc sur case noire d4 · Cavalier blanc sur case noire c3 · Tour blanche sur case blanche d3 · Dame blanche sur case blanche h3 · Pion blanc sur case blanche a2 · Pion blanc sur case noire b2 · Pion blanc sur case blanche c2 · Pion blanc sur case noire f2 · Pion blanc sur case blanche g2 · Pion blanc sur case noire h2 · Tour blanche sur case noire e1 · Roi blanc sur case noire g1 | Tour noire sur case blanche a8 · Dame noire sur case noire d8 · Tour noire sur case blanche e8 · Roi noir sur case blanche g8 · Fou noir sur case blanche b7 · Fou noir sur case noire e7 · Pion noir sur case blanche f7 · Pion noir sur case noire g7 · Pion noir sur case blanche c6 · Pion noir sur case blanche e6 · Cavalier noir sur case noire f6 · Pion noir sur case noire h6 · Pion noir sur case noire a5 · Pion noir sur case blanche d5 · Cavalier blanc sur case noire e5 · Fou blanc sur case noire g5 · Pion blanc sur case noire d4 · Cavalier blanc sur case noire c3 · Tour blanche sur case blanche d3 · Dame blanche sur case blanche h3 · Pion blanc sur case blanche a2 · Pion blanc sur case noire b2 · Pion blanc sur case blanche c2 · Pion blanc sur case noire f2 · Pion blanc sur case blanche g2 · Pion blanc sur case noire h2 · Tour blanche sur case noire e1 · Roi blanc sur case noire g1 | Tour noire sur case blanche a8 · Dame noire sur case noire d8 · Tour noire sur case blanche e8 · Roi noir sur case blanche g8 · Fou noir sur case blanche b7 · Fou noir sur case noire e7 · Pion noir sur case blanche f7 · Pion noir sur case noire g7 · Pion noir sur case blanche c6 · Pion noir sur case blanche e6 · Cavalier noir sur case noire f6 · Pion noir sur case noire h6 · Pion noir sur case noire a5 · Pion noir sur case blanche d5 · Cavalier blanc sur case noire e5 · Fou blanc sur case noire g5 · Pion blanc sur case noire d4 · Cavalier blanc sur case noire c3 · Tour blanche sur case blanche d3 · Dame blanche sur case blanche h3 · Pion blanc sur case blanche a2 · Pion blanc sur case noire b2 · Pion blanc sur case blanche c2 · Pion blanc sur case noire f2 · Pion blanc sur case blanche g2 · Pion blanc sur case noire h2 · Tour blanche sur case noire e1 · Roi blanc sur case noire g1 | Tour noire sur case blanche a8 · Dame noire sur case noire d8 · Tour noire sur case blanche e8 · Roi noir sur case blanche g8 · Fou noir sur case blanche b7 · Fou noir sur case noire e7 · Pion noir sur case blanche f7 · Pion noir sur case noire g7 · Pion noir sur case blanche c6 · Pion noir sur case blanche e6 · Cavalier noir sur case noire f6 · Pion noir sur case noire h6 · Pion noir sur case noire a5 · Pion noir sur case blanche d5 · Cavalier blanc sur case noire e5 · Fou blanc sur case noire g5 · Pion blanc sur case noire d4 · Cavalier blanc sur case noire c3 · Tour blanche sur case blanche d3 · Dame blanche sur case blanche h3 · Pion blanc sur case blanche a2 · Pion blanc sur case noire b2 · Pion blanc sur case blanche c2 · Pion blanc sur case noire f2 · Pion blanc sur case blanche g2 · Pion blanc sur case noire h2 · Tour blanche sur case noire e1 · Roi blanc sur case noire g1 | 6 |
| 5 | Tour noire sur case blanche a8 · Dame noire sur case noire d8 · Tour noire sur case blanche e8 · Roi noir sur case blanche g8 · Fou noir sur case blanche b7 · Fou noir sur case noire e7 · Pion noir sur case blanche f7 · Pion noir sur case noire g7 · Pion noir sur case blanche c6 · Pion noir sur case blanche e6 · Cavalier noir sur case noire f6 · Pion noir sur case noire h6 · Pion noir sur case noire a5 · Pion noir sur case blanche d5 · Cavalier blanc sur case noire e5 · Fou blanc sur case noire g5 · Pion blanc sur case noire d4 · Cavalier blanc sur case noire c3 · Tour blanche sur case blanche d3 · Dame blanche sur case blanche h3 · Pion blanc sur case blanche a2 · Pion blanc sur case noire b2 · Pion blanc sur case blanche c2 · Pion blanc sur case noire f2 · Pion blanc sur case blanche g2 · Pion blanc sur case noire h2 · Tour blanche sur case noire e1 · Roi blanc sur case noire g1 | Tour noire sur case blanche a8 · Dame noire sur case noire d8 · Tour noire sur case blanche e8 · Roi noir sur case blanche g8 · Fou noir sur case blanche b7 · Fou noir sur case noire e7 · Pion noir sur case blanche f7 · Pion noir sur case noire g7 · Pion noir sur case blanche c6 · Pion noir sur case blanche e6 · Cavalier noir sur case noire f6 · Pion noir sur case noire h6 · Pion noir sur case noire a5 · Pion noir sur case blanche d5 · Cavalier blanc sur case noire e5 · Fou blanc sur case noire g5 · Pion blanc sur case noire d4 · Cavalier blanc sur case noire c3 · Tour blanche sur case blanche d3 · Dame blanche sur case blanche h3 · Pion blanc sur case blanche a2 · Pion blanc sur case noire b2 · Pion blanc sur case blanche c2 · Pion blanc sur case noire f2 · Pion blanc sur case blanche g2 · Pion blanc sur case noire h2 · Tour blanche sur case noire e1 · Roi blanc sur case noire g1 | Tour noire sur case blanche a8 · Dame noire sur case noire d8 · Tour noire sur case blanche e8 · Roi noir sur case blanche g8 · Fou noir sur case blanche b7 · Fou noir sur case noire e7 · Pion noir sur case blanche f7 · Pion noir sur case noire g7 · Pion noir sur case blanche c6 · Pion noir sur case blanche e6 · Cavalier noir sur case noire f6 · Pion noir sur case noire h6 · Pion noir sur case noire a5 · Pion noir sur case blanche d5 · Cavalier blanc sur case noire e5 · Fou blanc sur case noire g5 · Pion blanc sur case noire d4 · Cavalier blanc sur case noire c3 · Tour blanche sur case blanche d3 · Dame blanche sur case blanche h3 · Pion blanc sur case blanche a2 · Pion blanc sur case noire b2 · Pion blanc sur case blanche c2 · Pion blanc sur case noire f2 · Pion blanc sur case blanche g2 · Pion blanc sur case noire h2 · Tour blanche sur case noire e1 · Roi blanc sur case noire g1 | Tour noire sur case blanche a8 · Dame noire sur case noire d8 · Tour noire sur case blanche e8 · Roi noir sur case blanche g8 · Fou noir sur case blanche b7 · Fou noir sur case noire e7 · Pion noir sur case blanche f7 · Pion noir sur case noire g7 · Pion noir sur case blanche c6 · Pion noir sur case blanche e6 · Cavalier noir sur case noire f6 · Pion noir sur case noire h6 · Pion noir sur case noire a5 · Pion noir sur case blanche d5 · Cavalier blanc sur case noire e5 · Fou blanc sur case noire g5 · Pion blanc sur case noire d4 · Cavalier blanc sur case noire c3 · Tour blanche sur case blanche d3 · Dame blanche sur case blanche h3 · Pion blanc sur case blanche a2 · Pion blanc sur case noire b2 · Pion blanc sur case blanche c2 · Pion blanc sur case noire f2 · Pion blanc sur case blanche g2 · Pion blanc sur case noire h2 · Tour blanche sur case noire e1 · Roi blanc sur case noire g1 | Tour noire sur case blanche a8 · Dame noire sur case noire d8 · Tour noire sur case blanche e8 · Roi noir sur case blanche g8 · Fou noir sur case blanche b7 · Fou noir sur case noire e7 · Pion noir sur case blanche f7 · Pion noir sur case noire g7 · Pion noir sur case blanche c6 · Pion noir sur case blanche e6 · Cavalier noir sur case noire f6 · Pion noir sur case noire h6 · Pion noir sur case noire a5 · Pion noir sur case blanche d5 · Cavalier blanc sur case noire e5 · Fou blanc sur case noire g5 · Pion blanc sur case noire d4 · Cavalier blanc sur case noire c3 · Tour blanche sur case blanche d3 · Dame blanche sur case blanche h3 · Pion blanc sur case blanche a2 · Pion blanc sur case noire b2 · Pion blanc sur case blanche c2 · Pion blanc sur case noire f2 · Pion blanc sur case blanche g2 · Pion blanc sur case noire h2 · Tour blanche sur case noire e1 · Roi blanc sur case noire g1 | Tour noire sur case blanche a8 · Dame noire sur case noire d8 · Tour noire sur case blanche e8 · Roi noir sur case blanche g8 · Fou noir sur case blanche b7 · Fou noir sur case noire e7 · Pion noir sur case blanche f7 · Pion noir sur case noire g7 · Pion noir sur case blanche c6 · Pion noir sur case blanche e6 · Cavalier noir sur case noire f6 · Pion noir sur case noire h6 · Pion noir sur case noire a5 · Pion noir sur case blanche d5 · Cavalier blanc sur case noire e5 · Fou blanc sur case noire g5 · Pion blanc sur case noire d4 · Cavalier blanc sur case noire c3 · Tour blanche sur case blanche d3 · Dame blanche sur case blanche h3 · Pion blanc sur case blanche a2 · Pion blanc sur case noire b2 · Pion blanc sur case blanche c2 · Pion blanc sur case noire f2 · Pion blanc sur case blanche g2 · Pion blanc sur case noire h2 · Tour blanche sur case noire e1 · Roi blanc sur case noire g1 | Tour noire sur case blanche a8 · Dame noire sur case noire d8 · Tour noire sur case blanche e8 · Roi noir sur case blanche g8 · Fou noir sur case blanche b7 · Fou noir sur case noire e7 · Pion noir sur case blanche f7 · Pion noir sur case noire g7 · Pion noir sur case blanche c6 · Pion noir sur case blanche e6 · Cavalier noir sur case noire f6 · Pion noir sur case noire h6 · Pion noir sur case noire a5 · Pion noir sur case blanche d5 · Cavalier blanc sur case noire e5 · Fou blanc sur case noire g5 · Pion blanc sur case noire d4 · Cavalier blanc sur case noire c3 · Tour blanche sur case blanche d3 · Dame blanche sur case blanche h3 · Pion blanc sur case blanche a2 · Pion blanc sur case noire b2 · Pion blanc sur case blanche c2 · Pion blanc sur case noire f2 · Pion blanc sur case blanche g2 · Pion blanc sur case noire h2 · Tour blanche sur case noire e1 · Roi blanc sur case noire g1 | Tour noire sur case blanche a8 · Dame noire sur case noire d8 · Tour noire sur case blanche e8 · Roi noir sur case blanche g8 · Fou noir sur case blanche b7 · Fou noir sur case noire e7 · Pion noir sur case blanche f7 · Pion noir sur case noire g7 · Pion noir sur case blanche c6 · Pion noir sur case blanche e6 · Cavalier noir sur case noire f6 · Pion noir sur case noire h6 · Pion noir sur case noire a5 · Pion noir sur case blanche d5 · Cavalier blanc sur case noire e5 · Fou blanc sur case noire g5 · Pion blanc sur case noire d4 · Cavalier blanc sur case noire c3 · Tour blanche sur case blanche d3 · Dame blanche sur case blanche h3 · Pion blanc sur case blanche a2 · Pion blanc sur case noire b2 · Pion blanc sur case blanche c2 · Pion blanc sur case noire f2 · Pion blanc sur case blanche g2 · Pion blanc sur case noire h2 · Tour blanche sur case noire e1 · Roi blanc sur case noire g1 | 5 |
| 4 | Tour noire sur case blanche a8 · Dame noire sur case noire d8 · Tour noire sur case blanche e8 · Roi noir sur case blanche g8 · Fou noir sur case blanche b7 · Fou noir sur case noire e7 · Pion noir sur case blanche f7 · Pion noir sur case noire g7 · Pion noir sur case blanche c6 · Pion noir sur case blanche e6 · Cavalier noir sur case noire f6 · Pion noir sur case noire h6 · Pion noir sur case noire a5 · Pion noir sur case blanche d5 · Cavalier blanc sur case noire e5 · Fou blanc sur case noire g5 · Pion blanc sur case noire d4 · Cavalier blanc sur case noire c3 · Tour blanche sur case blanche d3 · Dame blanche sur case blanche h3 · Pion blanc sur case blanche a2 · Pion blanc sur case noire b2 · Pion blanc sur case blanche c2 · Pion blanc sur case noire f2 · Pion blanc sur case blanche g2 · Pion blanc sur case noire h2 · Tour blanche sur case noire e1 · Roi blanc sur case noire g1 | Tour noire sur case blanche a8 · Dame noire sur case noire d8 · Tour noire sur case blanche e8 · Roi noir sur case blanche g8 · Fou noir sur case blanche b7 · Fou noir sur case noire e7 · Pion noir sur case blanche f7 · Pion noir sur case noire g7 · Pion noir sur case blanche c6 · Pion noir sur case blanche e6 · Cavalier noir sur case noire f6 · Pion noir sur case noire h6 · Pion noir sur case noire a5 · Pion noir sur case blanche d5 · Cavalier blanc sur case noire e5 · Fou blanc sur case noire g5 · Pion blanc sur case noire d4 · Cavalier blanc sur case noire c3 · Tour blanche sur case blanche d3 · Dame blanche sur case blanche h3 · Pion blanc sur case blanche a2 · Pion blanc sur case noire b2 · Pion blanc sur case blanche c2 · Pion blanc sur case noire f2 · Pion blanc sur case blanche g2 · Pion blanc sur case noire h2 · Tour blanche sur case noire e1 · Roi blanc sur case noire g1 | Tour noire sur case blanche a8 · Dame noire sur case noire d8 · Tour noire sur case blanche e8 · Roi noir sur case blanche g8 · Fou noir sur case blanche b7 · Fou noir sur case noire e7 · Pion noir sur case blanche f7 · Pion noir sur case noire g7 · Pion noir sur case blanche c6 · Pion noir sur case blanche e6 · Cavalier noir sur case noire f6 · Pion noir sur case noire h6 · Pion noir sur case noire a5 · Pion noir sur case blanche d5 · Cavalier blanc sur case noire e5 · Fou blanc sur case noire g5 · Pion blanc sur case noire d4 · Cavalier blanc sur case noire c3 · Tour blanche sur case blanche d3 · Dame blanche sur case blanche h3 · Pion blanc sur case blanche a2 · Pion blanc sur case noire b2 · Pion blanc sur case blanche c2 · Pion blanc sur case noire f2 · Pion blanc sur case blanche g2 · Pion blanc sur case noire h2 · Tour blanche sur case noire e1 · Roi blanc sur case noire g1 | Tour noire sur case blanche a8 · Dame noire sur case noire d8 · Tour noire sur case blanche e8 · Roi noir sur case blanche g8 · Fou noir sur case blanche b7 · Fou noir sur case noire e7 · Pion noir sur case blanche f7 · Pion noir sur case noire g7 · Pion noir sur case blanche c6 · Pion noir sur case blanche e6 · Cavalier noir sur case noire f6 · Pion noir sur case noire h6 · Pion noir sur case noire a5 · Pion noir sur case blanche d5 · Cavalier blanc sur case noire e5 · Fou blanc sur case noire g5 · Pion blanc sur case noire d4 · Cavalier blanc sur case noire c3 · Tour blanche sur case blanche d3 · Dame blanche sur case blanche h3 · Pion blanc sur case blanche a2 · Pion blanc sur case noire b2 · Pion blanc sur case blanche c2 · Pion blanc sur case noire f2 · Pion blanc sur case blanche g2 · Pion blanc sur case noire h2 · Tour blanche sur case noire e1 · Roi blanc sur case noire g1 | Tour noire sur case blanche a8 · Dame noire sur case noire d8 · Tour noire sur case blanche e8 · Roi noir sur case blanche g8 · Fou noir sur case blanche b7 · Fou noir sur case noire e7 · Pion noir sur case blanche f7 · Pion noir sur case noire g7 · Pion noir sur case blanche c6 · Pion noir sur case blanche e6 · Cavalier noir sur case noire f6 · Pion noir sur case noire h6 · Pion noir sur case noire a5 · Pion noir sur case blanche d5 · Cavalier blanc sur case noire e5 · Fou blanc sur case noire g5 · Pion blanc sur case noire d4 · Cavalier blanc sur case noire c3 · Tour blanche sur case blanche d3 · Dame blanche sur case blanche h3 · Pion blanc sur case blanche a2 · Pion blanc sur case noire b2 · Pion blanc sur case blanche c2 · Pion blanc sur case noire f2 · Pion blanc sur case blanche g2 · Pion blanc sur case noire h2 · Tour blanche sur case noire e1 · Roi blanc sur case noire g1 | Tour noire sur case blanche a8 · Dame noire sur case noire d8 · Tour noire sur case blanche e8 · Roi noir sur case blanche g8 · Fou noir sur case blanche b7 · Fou noir sur case noire e7 · Pion noir sur case blanche f7 · Pion noir sur case noire g7 · Pion noir sur case blanche c6 · Pion noir sur case blanche e6 · Cavalier noir sur case noire f6 · Pion noir sur case noire h6 · Pion noir sur case noire a5 · Pion noir sur case blanche d5 · Cavalier blanc sur case noire e5 · Fou blanc sur case noire g5 · Pion blanc sur case noire d4 · Cavalier blanc sur case noire c3 · Tour blanche sur case blanche d3 · Dame blanche sur case blanche h3 · Pion blanc sur case blanche a2 · Pion blanc sur case noire b2 · Pion blanc sur case blanche c2 · Pion blanc sur case noire f2 · Pion blanc sur case blanche g2 · Pion blanc sur case noire h2 · Tour blanche sur case noire e1 · Roi blanc sur case noire g1 | Tour noire sur case blanche a8 · Dame noire sur case noire d8 · Tour noire sur case blanche e8 · Roi noir sur case blanche g8 · Fou noir sur case blanche b7 · Fou noir sur case noire e7 · Pion noir sur case blanche f7 · Pion noir sur case noire g7 · Pion noir sur case blanche c6 · Pion noir sur case blanche e6 · Cavalier noir sur case noire f6 · Pion noir sur case noire h6 · Pion noir sur case noire a5 · Pion noir sur case blanche d5 · Cavalier blanc sur case noire e5 · Fou blanc sur case noire g5 · Pion blanc sur case noire d4 · Cavalier blanc sur case noire c3 · Tour blanche sur case blanche d3 · Dame blanche sur case blanche h3 · Pion blanc sur case blanche a2 · Pion blanc sur case noire b2 · Pion blanc sur case blanche c2 · Pion blanc sur case noire f2 · Pion blanc sur case blanche g2 · Pion blanc sur case noire h2 · Tour blanche sur case noire e1 · Roi blanc sur case noire g1 | Tour noire sur case blanche a8 · Dame noire sur case noire d8 · Tour noire sur case blanche e8 · Roi noir sur case blanche g8 · Fou noir sur case blanche b7 · Fou noir sur case noire e7 · Pion noir sur case blanche f7 · Pion noir sur case noire g7 · Pion noir sur case blanche c6 · Pion noir sur case blanche e6 · Cavalier noir sur case noire f6 · Pion noir sur case noire h6 · Pion noir sur case noire a5 · Pion noir sur case blanche d5 · Cavalier blanc sur case noire e5 · Fou blanc sur case noire g5 · Pion blanc sur case noire d4 · Cavalier blanc sur case noire c3 · Tour blanche sur case blanche d3 · Dame blanche sur case blanche h3 · Pion blanc sur case blanche a2 · Pion blanc sur case noire b2 · Pion blanc sur case blanche c2 · Pion blanc sur case noire f2 · Pion blanc sur case blanche g2 · Pion blanc sur case noire h2 · Tour blanche sur case noire e1 · Roi blanc sur case noire g1 | 4 |
| 3 | Tour noire sur case blanche a8 · Dame noire sur case noire d8 · Tour noire sur case blanche e8 · Roi noir sur case blanche g8 · Fou noir sur case blanche b7 · Fou noir sur case noire e7 · Pion noir sur case blanche f7 · Pion noir sur case noire g7 · Pion noir sur case blanche c6 · Pion noir sur case blanche e6 · Cavalier noir sur case noire f6 · Pion noir sur case noire h6 · Pion noir sur case noire a5 · Pion noir sur case blanche d5 · Cavalier blanc sur case noire e5 · Fou blanc sur case noire g5 · Pion blanc sur case noire d4 · Cavalier blanc sur case noire c3 · Tour blanche sur case blanche d3 · Dame blanche sur case blanche h3 · Pion blanc sur case blanche a2 · Pion blanc sur case noire b2 · Pion blanc sur case blanche c2 · Pion blanc sur case noire f2 · Pion blanc sur case blanche g2 · Pion blanc sur case noire h2 · Tour blanche sur case noire e1 · Roi blanc sur case noire g1 | Tour noire sur case blanche a8 · Dame noire sur case noire d8 · Tour noire sur case blanche e8 · Roi noir sur case blanche g8 · Fou noir sur case blanche b7 · Fou noir sur case noire e7 · Pion noir sur case blanche f7 · Pion noir sur case noire g7 · Pion noir sur case blanche c6 · Pion noir sur case blanche e6 · Cavalier noir sur case noire f6 · Pion noir sur case noire h6 · Pion noir sur case noire a5 · Pion noir sur case blanche d5 · Cavalier blanc sur case noire e5 · Fou blanc sur case noire g5 · Pion blanc sur case noire d4 · Cavalier blanc sur case noire c3 · Tour blanche sur case blanche d3 · Dame blanche sur case blanche h3 · Pion blanc sur case blanche a2 · Pion blanc sur case noire b2 · Pion blanc sur case blanche c2 · Pion blanc sur case noire f2 · Pion blanc sur case blanche g2 · Pion blanc sur case noire h2 · Tour blanche sur case noire e1 · Roi blanc sur case noire g1 | Tour noire sur case blanche a8 · Dame noire sur case noire d8 · Tour noire sur case blanche e8 · Roi noir sur case blanche g8 · Fou noir sur case blanche b7 · Fou noir sur case noire e7 · Pion noir sur case blanche f7 · Pion noir sur case noire g7 · Pion noir sur case blanche c6 · Pion noir sur case blanche e6 · Cavalier noir sur case noire f6 · Pion noir sur case noire h6 · Pion noir sur case noire a5 · Pion noir sur case blanche d5 · Cavalier blanc sur case noire e5 · Fou blanc sur case noire g5 · Pion blanc sur case noire d4 · Cavalier blanc sur case noire c3 · Tour blanche sur case blanche d3 · Dame blanche sur case blanche h3 · Pion blanc sur case blanche a2 · Pion blanc sur case noire b2 · Pion blanc sur case blanche c2 · Pion blanc sur case noire f2 · Pion blanc sur case blanche g2 · Pion blanc sur case noire h2 · Tour blanche sur case noire e1 · Roi blanc sur case noire g1 | Tour noire sur case blanche a8 · Dame noire sur case noire d8 · Tour noire sur case blanche e8 · Roi noir sur case blanche g8 · Fou noir sur case blanche b7 · Fou noir sur case noire e7 · Pion noir sur case blanche f7 · Pion noir sur case noire g7 · Pion noir sur case blanche c6 · Pion noir sur case blanche e6 · Cavalier noir sur case noire f6 · Pion noir sur case noire h6 · Pion noir sur case noire a5 · Pion noir sur case blanche d5 · Cavalier blanc sur case noire e5 · Fou blanc sur case noire g5 · Pion blanc sur case noire d4 · Cavalier blanc sur case noire c3 · Tour blanche sur case blanche d3 · Dame blanche sur case blanche h3 · Pion blanc sur case blanche a2 · Pion blanc sur case noire b2 · Pion blanc sur case blanche c2 · Pion blanc sur case noire f2 · Pion blanc sur case blanche g2 · Pion blanc sur case noire h2 · Tour blanche sur case noire e1 · Roi blanc sur case noire g1 | Tour noire sur case blanche a8 · Dame noire sur case noire d8 · Tour noire sur case blanche e8 · Roi noir sur case blanche g8 · Fou noir sur case blanche b7 · Fou noir sur case noire e7 · Pion noir sur case blanche f7 · Pion noir sur case noire g7 · Pion noir sur case blanche c6 · Pion noir sur case blanche e6 · Cavalier noir sur case noire f6 · Pion noir sur case noire h6 · Pion noir sur case noire a5 · Pion noir sur case blanche d5 · Cavalier blanc sur case noire e5 · Fou blanc sur case noire g5 · Pion blanc sur case noire d4 · Cavalier blanc sur case noire c3 · Tour blanche sur case blanche d3 · Dame blanche sur case blanche h3 · Pion blanc sur case blanche a2 · Pion blanc sur case noire b2 · Pion blanc sur case blanche c2 · Pion blanc sur case noire f2 · Pion blanc sur case blanche g2 · Pion blanc sur case noire h2 · Tour blanche sur case noire e1 · Roi blanc sur case noire g1 | Tour noire sur case blanche a8 · Dame noire sur case noire d8 · Tour noire sur case blanche e8 · Roi noir sur case blanche g8 · Fou noir sur case blanche b7 · Fou noir sur case noire e7 · Pion noir sur case blanche f7 · Pion noir sur case noire g7 · Pion noir sur case blanche c6 · Pion noir sur case blanche e6 · Cavalier noir sur case noire f6 · Pion noir sur case noire h6 · Pion noir sur case noire a5 · Pion noir sur case blanche d5 · Cavalier blanc sur case noire e5 · Fou blanc sur case noire g5 · Pion blanc sur case noire d4 · Cavalier blanc sur case noire c3 · Tour blanche sur case blanche d3 · Dame blanche sur case blanche h3 · Pion blanc sur case blanche a2 · Pion blanc sur case noire b2 · Pion blanc sur case blanche c2 · Pion blanc sur case noire f2 · Pion blanc sur case blanche g2 · Pion blanc sur case noire h2 · Tour blanche sur case noire e1 · Roi blanc sur case noire g1 | Tour noire sur case blanche a8 · Dame noire sur case noire d8 · Tour noire sur case blanche e8 · Roi noir sur case blanche g8 · Fou noir sur case blanche b7 · Fou noir sur case noire e7 · Pion noir sur case blanche f7 · Pion noir sur case noire g7 · Pion noir sur case blanche c6 · Pion noir sur case blanche e6 · Cavalier noir sur case noire f6 · Pion noir sur case noire h6 · Pion noir sur case noire a5 · Pion noir sur case blanche d5 · Cavalier blanc sur case noire e5 · Fou blanc sur case noire g5 · Pion blanc sur case noire d4 · Cavalier blanc sur case noire c3 · Tour blanche sur case blanche d3 · Dame blanche sur case blanche h3 · Pion blanc sur case blanche a2 · Pion blanc sur case noire b2 · Pion blanc sur case blanche c2 · Pion blanc sur case noire f2 · Pion blanc sur case blanche g2 · Pion blanc sur case noire h2 · Tour blanche sur case noire e1 · Roi blanc sur case noire g1 | Tour noire sur case blanche a8 · Dame noire sur case noire d8 · Tour noire sur case blanche e8 · Roi noir sur case blanche g8 · Fou noir sur case blanche b7 · Fou noir sur case noire e7 · Pion noir sur case blanche f7 · Pion noir sur case noire g7 · Pion noir sur case blanche c6 · Pion noir sur case blanche e6 · Cavalier noir sur case noire f6 · Pion noir sur case noire h6 · Pion noir sur case noire a5 · Pion noir sur case blanche d5 · Cavalier blanc sur case noire e5 · Fou blanc sur case noire g5 · Pion blanc sur case noire d4 · Cavalier blanc sur case noire c3 · Tour blanche sur case blanche d3 · Dame blanche sur case blanche h3 · Pion blanc sur case blanche a2 · Pion blanc sur case noire b2 · Pion blanc sur case blanche c2 · Pion blanc sur case noire f2 · Pion blanc sur case blanche g2 · Pion blanc sur case noire h2 · Tour blanche sur case noire e1 · Roi blanc sur case noire g1 | 3 |
| 2 | Tour noire sur case blanche a8 · Dame noire sur case noire d8 · Tour noire sur case blanche e8 · Roi noir sur case blanche g8 · Fou noir sur case blanche b7 · Fou noir sur case noire e7 · Pion noir sur case blanche f7 · Pion noir sur case noire g7 · Pion noir sur case blanche c6 · Pion noir sur case blanche e6 · Cavalier noir sur case noire f6 · Pion noir sur case noire h6 · Pion noir sur case noire a5 · Pion noir sur case blanche d5 · Cavalier blanc sur case noire e5 · Fou blanc sur case noire g5 · Pion blanc sur case noire d4 · Cavalier blanc sur case noire c3 · Tour blanche sur case blanche d3 · Dame blanche sur case blanche h3 · Pion blanc sur case blanche a2 · Pion blanc sur case noire b2 · Pion blanc sur case blanche c2 · Pion blanc sur case noire f2 · Pion blanc sur case blanche g2 · Pion blanc sur case noire h2 · Tour blanche sur case noire e1 · Roi blanc sur case noire g1 | Tour noire sur case blanche a8 · Dame noire sur case noire d8 · Tour noire sur case blanche e8 · Roi noir sur case blanche g8 · Fou noir sur case blanche b7 · Fou noir sur case noire e7 · Pion noir sur case blanche f7 · Pion noir sur case noire g7 · Pion noir sur case blanche c6 · Pion noir sur case blanche e6 · Cavalier noir sur case noire f6 · Pion noir sur case noire h6 · Pion noir sur case noire a5 · Pion noir sur case blanche d5 · Cavalier blanc sur case noire e5 · Fou blanc sur case noire g5 · Pion blanc sur case noire d4 · Cavalier blanc sur case noire c3 · Tour blanche sur case blanche d3 · Dame blanche sur case blanche h3 · Pion blanc sur case blanche a2 · Pion blanc sur case noire b2 · Pion blanc sur case blanche c2 · Pion blanc sur case noire f2 · Pion blanc sur case blanche g2 · Pion blanc sur case noire h2 · Tour blanche sur case noire e1 · Roi blanc sur case noire g1 | Tour noire sur case blanche a8 · Dame noire sur case noire d8 · Tour noire sur case blanche e8 · Roi noir sur case blanche g8 · Fou noir sur case blanche b7 · Fou noir sur case noire e7 · Pion noir sur case blanche f7 · Pion noir sur case noire g7 · Pion noir sur case blanche c6 · Pion noir sur case blanche e6 · Cavalier noir sur case noire f6 · Pion noir sur case noire h6 · Pion noir sur case noire a5 · Pion noir sur case blanche d5 · Cavalier blanc sur case noire e5 · Fou blanc sur case noire g5 · Pion blanc sur case noire d4 · Cavalier blanc sur case noire c3 · Tour blanche sur case blanche d3 · Dame blanche sur case blanche h3 · Pion blanc sur case blanche a2 · Pion blanc sur case noire b2 · Pion blanc sur case blanche c2 · Pion blanc sur case noire f2 · Pion blanc sur case blanche g2 · Pion blanc sur case noire h2 · Tour blanche sur case noire e1 · Roi blanc sur case noire g1 | Tour noire sur case blanche a8 · Dame noire sur case noire d8 · Tour noire sur case blanche e8 · Roi noir sur case blanche g8 · Fou noir sur case blanche b7 · Fou noir sur case noire e7 · Pion noir sur case blanche f7 · Pion noir sur case noire g7 · Pion noir sur case blanche c6 · Pion noir sur case blanche e6 · Cavalier noir sur case noire f6 · Pion noir sur case noire h6 · Pion noir sur case noire a5 · Pion noir sur case blanche d5 · Cavalier blanc sur case noire e5 · Fou blanc sur case noire g5 · Pion blanc sur case noire d4 · Cavalier blanc sur case noire c3 · Tour blanche sur case blanche d3 · Dame blanche sur case blanche h3 · Pion blanc sur case blanche a2 · Pion blanc sur case noire b2 · Pion blanc sur case blanche c2 · Pion blanc sur case noire f2 · Pion blanc sur case blanche g2 · Pion blanc sur case noire h2 · Tour blanche sur case noire e1 · Roi blanc sur case noire g1 | Tour noire sur case blanche a8 · Dame noire sur case noire d8 · Tour noire sur case blanche e8 · Roi noir sur case blanche g8 · Fou noir sur case blanche b7 · Fou noir sur case noire e7 · Pion noir sur case blanche f7 · Pion noir sur case noire g7 · Pion noir sur case blanche c6 · Pion noir sur case blanche e6 · Cavalier noir sur case noire f6 · Pion noir sur case noire h6 · Pion noir sur case noire a5 · Pion noir sur case blanche d5 · Cavalier blanc sur case noire e5 · Fou blanc sur case noire g5 · Pion blanc sur case noire d4 · Cavalier blanc sur case noire c3 · Tour blanche sur case blanche d3 · Dame blanche sur case blanche h3 · Pion blanc sur case blanche a2 · Pion blanc sur case noire b2 · Pion blanc sur case blanche c2 · Pion blanc sur case noire f2 · Pion blanc sur case blanche g2 · Pion blanc sur case noire h2 · Tour blanche sur case noire e1 · Roi blanc sur case noire g1 | Tour noire sur case blanche a8 · Dame noire sur case noire d8 · Tour noire sur case blanche e8 · Roi noir sur case blanche g8 · Fou noir sur case blanche b7 · Fou noir sur case noire e7 · Pion noir sur case blanche f7 · Pion noir sur case noire g7 · Pion noir sur case blanche c6 · Pion noir sur case blanche e6 · Cavalier noir sur case noire f6 · Pion noir sur case noire h6 · Pion noir sur case noire a5 · Pion noir sur case blanche d5 · Cavalier blanc sur case noire e5 · Fou blanc sur case noire g5 · Pion blanc sur case noire d4 · Cavalier blanc sur case noire c3 · Tour blanche sur case blanche d3 · Dame blanche sur case blanche h3 · Pion blanc sur case blanche a2 · Pion blanc sur case noire b2 · Pion blanc sur case blanche c2 · Pion blanc sur case noire f2 · Pion blanc sur case blanche g2 · Pion blanc sur case noire h2 · Tour blanche sur case noire e1 · Roi blanc sur case noire g1 | Tour noire sur case blanche a8 · Dame noire sur case noire d8 · Tour noire sur case blanche e8 · Roi noir sur case blanche g8 · Fou noir sur case blanche b7 · Fou noir sur case noire e7 · Pion noir sur case blanche f7 · Pion noir sur case noire g7 · Pion noir sur case blanche c6 · Pion noir sur case blanche e6 · Cavalier noir sur case noire f6 · Pion noir sur case noire h6 · Pion noir sur case noire a5 · Pion noir sur case blanche d5 · Cavalier blanc sur case noire e5 · Fou blanc sur case noire g5 · Pion blanc sur case noire d4 · Cavalier blanc sur case noire c3 · Tour blanche sur case blanche d3 · Dame blanche sur case blanche h3 · Pion blanc sur case blanche a2 · Pion blanc sur case noire b2 · Pion blanc sur case blanche c2 · Pion blanc sur case noire f2 · Pion blanc sur case blanche g2 · Pion blanc sur case noire h2 · Tour blanche sur case noire e1 · Roi blanc sur case noire g1 | Tour noire sur case blanche a8 · Dame noire sur case noire d8 · Tour noire sur case blanche e8 · Roi noir sur case blanche g8 · Fou noir sur case blanche b7 · Fou noir sur case noire e7 · Pion noir sur case blanche f7 · Pion noir sur case noire g7 · Pion noir sur case blanche c6 · Pion noir sur case blanche e6 · Cavalier noir sur case noire f6 · Pion noir sur case noire h6 · Pion noir sur case noire a5 · Pion noir sur case blanche d5 · Cavalier blanc sur case noire e5 · Fou blanc sur case noire g5 · Pion blanc sur case noire d4 · Cavalier blanc sur case noire c3 · Tour blanche sur case blanche d3 · Dame blanche sur case blanche h3 · Pion blanc sur case blanche a2 · Pion blanc sur case noire b2 · Pion blanc sur case blanche c2 · Pion blanc sur case noire f2 · Pion blanc sur case blanche g2 · Pion blanc sur case noire h2 · Tour blanche sur case noire e1 · Roi blanc sur case noire g1 | 2 |
| 1 | Tour noire sur case blanche a8 · Dame noire sur case noire d8 · Tour noire sur case blanche e8 · Roi noir sur case blanche g8 · Fou noir sur case blanche b7 · Fou noir sur case noire e7 · Pion noir sur case blanche f7 · Pion noir sur case noire g7 · Pion noir sur case blanche c6 · Pion noir sur case blanche e6 · Cavalier noir sur case noire f6 · Pion noir sur case noire h6 · Pion noir sur case noire a5 · Pion noir sur case blanche d5 · Cavalier blanc sur case noire e5 · Fou blanc sur case noire g5 · Pion blanc sur case noire d4 · Cavalier blanc sur case noire c3 · Tour blanche sur case blanche d3 · Dame blanche sur case blanche h3 · Pion blanc sur case blanche a2 · Pion blanc sur case noire b2 · Pion blanc sur case blanche c2 · Pion blanc sur case noire f2 · Pion blanc sur case blanche g2 · Pion blanc sur case noire h2 · Tour blanche sur case noire e1 · Roi blanc sur case noire g1 | Tour noire sur case blanche a8 · Dame noire sur case noire d8 · Tour noire sur case blanche e8 · Roi noir sur case blanche g8 · Fou noir sur case blanche b7 · Fou noir sur case noire e7 · Pion noir sur case blanche f7 · Pion noir sur case noire g7 · Pion noir sur case blanche c6 · Pion noir sur case blanche e6 · Cavalier noir sur case noire f6 · Pion noir sur case noire h6 · Pion noir sur case noire a5 · Pion noir sur case blanche d5 · Cavalier blanc sur case noire e5 · Fou blanc sur case noire g5 · Pion blanc sur case noire d4 · Cavalier blanc sur case noire c3 · Tour blanche sur case blanche d3 · Dame blanche sur case blanche h3 · Pion blanc sur case blanche a2 · Pion blanc sur case noire b2 · Pion blanc sur case blanche c2 · Pion blanc sur case noire f2 · Pion blanc sur case blanche g2 · Pion blanc sur case noire h2 · Tour blanche sur case noire e1 · Roi blanc sur case noire g1 | Tour noire sur case blanche a8 · Dame noire sur case noire d8 · Tour noire sur case blanche e8 · Roi noir sur case blanche g8 · Fou noir sur case blanche b7 · Fou noir sur case noire e7 · Pion noir sur case blanche f7 · Pion noir sur case noire g7 · Pion noir sur case blanche c6 · Pion noir sur case blanche e6 · Cavalier noir sur case noire f6 · Pion noir sur case noire h6 · Pion noir sur case noire a5 · Pion noir sur case blanche d5 · Cavalier blanc sur case noire e5 · Fou blanc sur case noire g5 · Pion blanc sur case noire d4 · Cavalier blanc sur case noire c3 · Tour blanche sur case blanche d3 · Dame blanche sur case blanche h3 · Pion blanc sur case blanche a2 · Pion blanc sur case noire b2 · Pion blanc sur case blanche c2 · Pion blanc sur case noire f2 · Pion blanc sur case blanche g2 · Pion blanc sur case noire h2 · Tour blanche sur case noire e1 · Roi blanc sur case noire g1 | Tour noire sur case blanche a8 · Dame noire sur case noire d8 · Tour noire sur case blanche e8 · Roi noir sur case blanche g8 · Fou noir sur case blanche b7 · Fou noir sur case noire e7 · Pion noir sur case blanche f7 · Pion noir sur case noire g7 · Pion noir sur case blanche c6 · Pion noir sur case blanche e6 · Cavalier noir sur case noire f6 · Pion noir sur case noire h6 · Pion noir sur case noire a5 · Pion noir sur case blanche d5 · Cavalier blanc sur case noire e5 · Fou blanc sur case noire g5 · Pion blanc sur case noire d4 · Cavalier blanc sur case noire c3 · Tour blanche sur case blanche d3 · Dame blanche sur case blanche h3 · Pion blanc sur case blanche a2 · Pion blanc sur case noire b2 · Pion blanc sur case blanche c2 · Pion blanc sur case noire f2 · Pion blanc sur case blanche g2 · Pion blanc sur case noire h2 · Tour blanche sur case noire e1 · Roi blanc sur case noire g1 | Tour noire sur case blanche a8 · Dame noire sur case noire d8 · Tour noire sur case blanche e8 · Roi noir sur case blanche g8 · Fou noir sur case blanche b7 · Fou noir sur case noire e7 · Pion noir sur case blanche f7 · Pion noir sur case noire g7 · Pion noir sur case blanche c6 · Pion noir sur case blanche e6 · Cavalier noir sur case noire f6 · Pion noir sur case noire h6 · Pion noir sur case noire a5 · Pion noir sur case blanche d5 · Cavalier blanc sur case noire e5 · Fou blanc sur case noire g5 · Pion blanc sur case noire d4 · Cavalier blanc sur case noire c3 · Tour blanche sur case blanche d3 · Dame blanche sur case blanche h3 · Pion blanc sur case blanche a2 · Pion blanc sur case noire b2 · Pion blanc sur case blanche c2 · Pion blanc sur case noire f2 · Pion blanc sur case blanche g2 · Pion blanc sur case noire h2 · Tour blanche sur case noire e1 · Roi blanc sur case noire g1 | Tour noire sur case blanche a8 · Dame noire sur case noire d8 · Tour noire sur case blanche e8 · Roi noir sur case blanche g8 · Fou noir sur case blanche b7 · Fou noir sur case noire e7 · Pion noir sur case blanche f7 · Pion noir sur case noire g7 · Pion noir sur case blanche c6 · Pion noir sur case blanche e6 · Cavalier noir sur case noire f6 · Pion noir sur case noire h6 · Pion noir sur case noire a5 · Pion noir sur case blanche d5 · Cavalier blanc sur case noire e5 · Fou blanc sur case noire g5 · Pion blanc sur case noire d4 · Cavalier blanc sur case noire c3 · Tour blanche sur case blanche d3 · Dame blanche sur case blanche h3 · Pion blanc sur case blanche a2 · Pion blanc sur case noire b2 · Pion blanc sur case blanche c2 · Pion blanc sur case noire f2 · Pion blanc sur case blanche g2 · Pion blanc sur case noire h2 · Tour blanche sur case noire e1 · Roi blanc sur case noire g1 | Tour noire sur case blanche a8 · Dame noire sur case noire d8 · Tour noire sur case blanche e8 · Roi noir sur case blanche g8 · Fou noir sur case blanche b7 · Fou noir sur case noire e7 · Pion noir sur case blanche f7 · Pion noir sur case noire g7 · Pion noir sur case blanche c6 · Pion noir sur case blanche e6 · Cavalier noir sur case noire f6 · Pion noir sur case noire h6 · Pion noir sur case noire a5 · Pion noir sur case blanche d5 · Cavalier blanc sur case noire e5 · Fou blanc sur case noire g5 · Pion blanc sur case noire d4 · Cavalier blanc sur case noire c3 · Tour blanche sur case blanche d3 · Dame blanche sur case blanche h3 · Pion blanc sur case blanche a2 · Pion blanc sur case noire b2 · Pion blanc sur case blanche c2 · Pion blanc sur case noire f2 · Pion blanc sur case blanche g2 · Pion blanc sur case noire h2 · Tour blanche sur case noire e1 · Roi blanc sur case noire g1 | Tour noire sur case blanche a8 · Dame noire sur case noire d8 · Tour noire sur case blanche e8 · Roi noir sur case blanche g8 · Fou noir sur case blanche b7 · Fou noir sur case noire e7 · Pion noir sur case blanche f7 · Pion noir sur case noire g7 · Pion noir sur case blanche c6 · Pion noir sur case blanche e6 · Cavalier noir sur case noire f6 · Pion noir sur case noire h6 · Pion noir sur case noire a5 · Pion noir sur case blanche d5 · Cavalier blanc sur case noire e5 · Fou blanc sur case noire g5 · Pion blanc sur case noire d4 · Cavalier blanc sur case noire c3 · Tour blanche sur case blanche d3 · Dame blanche sur case blanche h3 · Pion blanc sur case blanche a2 · Pion blanc sur case noire b2 · Pion blanc sur case blanche c2 · Pion blanc sur case noire f2 · Pion blanc sur case blanche g2 · Pion blanc sur case noire h2 · Tour blanche sur case noire e1 · Roi blanc sur case noire g1 | 1 |
|   | a | b | c | d | e | f | g | h |   |

 !bon coup.
Un coup qui est non seulement bon mais aussi difficile à trouver et démontre l'habilité du joueur et sa compréhension de la position. On le trouve souvent après des nouveautés théoriques dans l'ouverture, des percées particulièrement judicieuses, des sacrifices corrects, et des coups qui évitent des pièges subtils tendus.
|   | a | b | c | d | e | f | g | h |   |
| 8 | Roi noir sur case blanche e6 · Pion noir sur case noire f6 · Pion noir sur case blanche g6 · Pion noir sur case blanche d5 · Fou noir sur case blanche f5 · Pion noir sur case blanche a4 · Pion blanc sur case noire h4 · Fou blanc sur case noire c3 · Pion blanc sur case blanche g2 · Roi blanc sur case noire g1 | Roi noir sur case blanche e6 · Pion noir sur case noire f6 · Pion noir sur case blanche g6 · Pion noir sur case blanche d5 · Fou noir sur case blanche f5 · Pion noir sur case blanche a4 · Pion blanc sur case noire h4 · Fou blanc sur case noire c3 · Pion blanc sur case blanche g2 · Roi blanc sur case noire g1 | Roi noir sur case blanche e6 · Pion noir sur case noire f6 · Pion noir sur case blanche g6 · Pion noir sur case blanche d5 · Fou noir sur case blanche f5 · Pion noir sur case blanche a4 · Pion blanc sur case noire h4 · Fou blanc sur case noire c3 · Pion blanc sur case blanche g2 · Roi blanc sur case noire g1 | Roi noir sur case blanche e6 · Pion noir sur case noire f6 · Pion noir sur case blanche g6 · Pion noir sur case blanche d5 · Fou noir sur case blanche f5 · Pion noir sur case blanche a4 · Pion blanc sur case noire h4 · Fou blanc sur case noire c3 · Pion blanc sur case blanche g2 · Roi blanc sur case noire g1 | Roi noir sur case blanche e6 · Pion noir sur case noire f6 · Pion noir sur case blanche g6 · Pion noir sur case blanche d5 · Fou noir sur case blanche f5 · Pion noir sur case blanche a4 · Pion blanc sur case noire h4 · Fou blanc sur case noire c3 · Pion blanc sur case blanche g2 · Roi blanc sur case noire g1 | Roi noir sur case blanche e6 · Pion noir sur case noire f6 · Pion noir sur case blanche g6 · Pion noir sur case blanche d5 · Fou noir sur case blanche f5 · Pion noir sur case blanche a4 · Pion blanc sur case noire h4 · Fou blanc sur case noire c3 · Pion blanc sur case blanche g2 · Roi blanc sur case noire g1 | Roi noir sur case blanche e6 · Pion noir sur case noire f6 · Pion noir sur case blanche g6 · Pion noir sur case blanche d5 · Fou noir sur case blanche f5 · Pion noir sur case blanche a4 · Pion blanc sur case noire h4 · Fou blanc sur case noire c3 · Pion blanc sur case blanche g2 · Roi blanc sur case noire g1 | Roi noir sur case blanche e6 · Pion noir sur case noire f6 · Pion noir sur case blanche g6 · Pion noir sur case blanche d5 · Fou noir sur case blanche f5 · Pion noir sur case blanche a4 · Pion blanc sur case noire h4 · Fou blanc sur case noire c3 · Pion blanc sur case blanche g2 · Roi blanc sur case noire g1 | 8 |
| 7 | Roi noir sur case blanche e6 · Pion noir sur case noire f6 · Pion noir sur case blanche g6 · Pion noir sur case blanche d5 · Fou noir sur case blanche f5 · Pion noir sur case blanche a4 · Pion blanc sur case noire h4 · Fou blanc sur case noire c3 · Pion blanc sur case blanche g2 · Roi blanc sur case noire g1 | Roi noir sur case blanche e6 · Pion noir sur case noire f6 · Pion noir sur case blanche g6 · Pion noir sur case blanche d5 · Fou noir sur case blanche f5 · Pion noir sur case blanche a4 · Pion blanc sur case noire h4 · Fou blanc sur case noire c3 · Pion blanc sur case blanche g2 · Roi blanc sur case noire g1 | Roi noir sur case blanche e6 · Pion noir sur case noire f6 · Pion noir sur case blanche g6 · Pion noir sur case blanche d5 · Fou noir sur case blanche f5 · Pion noir sur case blanche a4 · Pion blanc sur case noire h4 · Fou blanc sur case noire c3 · Pion blanc sur case blanche g2 · Roi blanc sur case noire g1 | Roi noir sur case blanche e6 · Pion noir sur case noire f6 · Pion noir sur case blanche g6 · Pion noir sur case blanche d5 · Fou noir sur case blanche f5 · Pion noir sur case blanche a4 · Pion blanc sur case noire h4 · Fou blanc sur case noire c3 · Pion blanc sur case blanche g2 · Roi blanc sur case noire g1 | Roi noir sur case blanche e6 · Pion noir sur case noire f6 · Pion noir sur case blanche g6 · Pion noir sur case blanche d5 · Fou noir sur case blanche f5 · Pion noir sur case blanche a4 · Pion blanc sur case noire h4 · Fou blanc sur case noire c3 · Pion blanc sur case blanche g2 · Roi blanc sur case noire g1 | Roi noir sur case blanche e6 · Pion noir sur case noire f6 · Pion noir sur case blanche g6 · Pion noir sur case blanche d5 · Fou noir sur case blanche f5 · Pion noir sur case blanche a4 · Pion blanc sur case noire h4 · Fou blanc sur case noire c3 · Pion blanc sur case blanche g2 · Roi blanc sur case noire g1 | Roi noir sur case blanche e6 · Pion noir sur case noire f6 · Pion noir sur case blanche g6 · Pion noir sur case blanche d5 · Fou noir sur case blanche f5 · Pion noir sur case blanche a4 · Pion blanc sur case noire h4 · Fou blanc sur case noire c3 · Pion blanc sur case blanche g2 · Roi blanc sur case noire g1 | Roi noir sur case blanche e6 · Pion noir sur case noire f6 · Pion noir sur case blanche g6 · Pion noir sur case blanche d5 · Fou noir sur case blanche f5 · Pion noir sur case blanche a4 · Pion blanc sur case noire h4 · Fou blanc sur case noire c3 · Pion blanc sur case blanche g2 · Roi blanc sur case noire g1 | 7 |
| 6 | Roi noir sur case blanche e6 · Pion noir sur case noire f6 · Pion noir sur case blanche g6 · Pion noir sur case blanche d5 · Fou noir sur case blanche f5 · Pion noir sur case blanche a4 · Pion blanc sur case noire h4 · Fou blanc sur case noire c3 · Pion blanc sur case blanche g2 · Roi blanc sur case noire g1 | Roi noir sur case blanche e6 · Pion noir sur case noire f6 · Pion noir sur case blanche g6 · Pion noir sur case blanche d5 · Fou noir sur case blanche f5 · Pion noir sur case blanche a4 · Pion blanc sur case noire h4 · Fou blanc sur case noire c3 · Pion blanc sur case blanche g2 · Roi blanc sur case noire g1 | Roi noir sur case blanche e6 · Pion noir sur case noire f6 · Pion noir sur case blanche g6 · Pion noir sur case blanche d5 · Fou noir sur case blanche f5 · Pion noir sur case blanche a4 · Pion blanc sur case noire h4 · Fou blanc sur case noire c3 · Pion blanc sur case blanche g2 · Roi blanc sur case noire g1 | Roi noir sur case blanche e6 · Pion noir sur case noire f6 · Pion noir sur case blanche g6 · Pion noir sur case blanche d5 · Fou noir sur case blanche f5 · Pion noir sur case blanche a4 · Pion blanc sur case noire h4 · Fou blanc sur case noire c3 · Pion blanc sur case blanche g2 · Roi blanc sur case noire g1 | Roi noir sur case blanche e6 · Pion noir sur case noire f6 · Pion noir sur case blanche g6 · Pion noir sur case blanche d5 · Fou noir sur case blanche f5 · Pion noir sur case blanche a4 · Pion blanc sur case noire h4 · Fou blanc sur case noire c3 · Pion blanc sur case blanche g2 · Roi blanc sur case noire g1 | Roi noir sur case blanche e6 · Pion noir sur case noire f6 · Pion noir sur case blanche g6 · Pion noir sur case blanche d5 · Fou noir sur case blanche f5 · Pion noir sur case blanche a4 · Pion blanc sur case noire h4 · Fou blanc sur case noire c3 · Pion blanc sur case blanche g2 · Roi blanc sur case noire g1 | Roi noir sur case blanche e6 · Pion noir sur case noire f6 · Pion noir sur case blanche g6 · Pion noir sur case blanche d5 · Fou noir sur case blanche f5 · Pion noir sur case blanche a4 · Pion blanc sur case noire h4 · Fou blanc sur case noire c3 · Pion blanc sur case blanche g2 · Roi blanc sur case noire g1 | Roi noir sur case blanche e6 · Pion noir sur case noire f6 · Pion noir sur case blanche g6 · Pion noir sur case blanche d5 · Fou noir sur case blanche f5 · Pion noir sur case blanche a4 · Pion blanc sur case noire h4 · Fou blanc sur case noire c3 · Pion blanc sur case blanche g2 · Roi blanc sur case noire g1 | 6 |
| 5 | Roi noir sur case blanche e6 · Pion noir sur case noire f6 · Pion noir sur case blanche g6 · Pion noir sur case blanche d5 · Fou noir sur case blanche f5 · Pion noir sur case blanche a4 · Pion blanc sur case noire h4 · Fou blanc sur case noire c3 · Pion blanc sur case blanche g2 · Roi blanc sur case noire g1 | Roi noir sur case blanche e6 · Pion noir sur case noire f6 · Pion noir sur case blanche g6 · Pion noir sur case blanche d5 · Fou noir sur case blanche f5 · Pion noir sur case blanche a4 · Pion blanc sur case noire h4 · Fou blanc sur case noire c3 · Pion blanc sur case blanche g2 · Roi blanc sur case noire g1 | Roi noir sur case blanche e6 · Pion noir sur case noire f6 · Pion noir sur case blanche g6 · Pion noir sur case blanche d5 · Fou noir sur case blanche f5 · Pion noir sur case blanche a4 · Pion blanc sur case noire h4 · Fou blanc sur case noire c3 · Pion blanc sur case blanche g2 · Roi blanc sur case noire g1 | Roi noir sur case blanche e6 · Pion noir sur case noire f6 · Pion noir sur case blanche g6 · Pion noir sur case blanche d5 · Fou noir sur case blanche f5 · Pion noir sur case blanche a4 · Pion blanc sur case noire h4 · Fou blanc sur case noire c3 · Pion blanc sur case blanche g2 · Roi blanc sur case noire g1 | Roi noir sur case blanche e6 · Pion noir sur case noire f6 · Pion noir sur case blanche g6 · Pion noir sur case blanche d5 · Fou noir sur case blanche f5 · Pion noir sur case blanche a4 · Pion blanc sur case noire h4 · Fou blanc sur case noire c3 · Pion blanc sur case blanche g2 · Roi blanc sur case noire g1 | Roi noir sur case blanche e6 · Pion noir sur case noire f6 · Pion noir sur case blanche g6 · Pion noir sur case blanche d5 · Fou noir sur case blanche f5 · Pion noir sur case blanche a4 · Pion blanc sur case noire h4 · Fou blanc sur case noire c3 · Pion blanc sur case blanche g2 · Roi blanc sur case noire g1 | Roi noir sur case blanche e6 · Pion noir sur case noire f6 · Pion noir sur case blanche g6 · Pion noir sur case blanche d5 · Fou noir sur case blanche f5 · Pion noir sur case blanche a4 · Pion blanc sur case noire h4 · Fou blanc sur case noire c3 · Pion blanc sur case blanche g2 · Roi blanc sur case noire g1 | Roi noir sur case blanche e6 · Pion noir sur case noire f6 · Pion noir sur case blanche g6 · Pion noir sur case blanche d5 · Fou noir sur case blanche f5 · Pion noir sur case blanche a4 · Pion blanc sur case noire h4 · Fou blanc sur case noire c3 · Pion blanc sur case blanche g2 · Roi blanc sur case noire g1 | 5 |
| 4 | Roi noir sur case blanche e6 · Pion noir sur case noire f6 · Pion noir sur case blanche g6 · Pion noir sur case blanche d5 · Fou noir sur case blanche f5 · Pion noir sur case blanche a4 · Pion blanc sur case noire h4 · Fou blanc sur case noire c3 · Pion blanc sur case blanche g2 · Roi blanc sur case noire g1 | Roi noir sur case blanche e6 · Pion noir sur case noire f6 · Pion noir sur case blanche g6 · Pion noir sur case blanche d5 · Fou noir sur case blanche f5 · Pion noir sur case blanche a4 · Pion blanc sur case noire h4 · Fou blanc sur case noire c3 · Pion blanc sur case blanche g2 · Roi blanc sur case noire g1 | Roi noir sur case blanche e6 · Pion noir sur case noire f6 · Pion noir sur case blanche g6 · Pion noir sur case blanche d5 · Fou noir sur case blanche f5 · Pion noir sur case blanche a4 · Pion blanc sur case noire h4 · Fou blanc sur case noire c3 · Pion blanc sur case blanche g2 · Roi blanc sur case noire g1 | Roi noir sur case blanche e6 · Pion noir sur case noire f6 · Pion noir sur case blanche g6 · Pion noir sur case blanche d5 · Fou noir sur case blanche f5 · Pion noir sur case blanche a4 · Pion blanc sur case noire h4 · Fou blanc sur case noire c3 · Pion blanc sur case blanche g2 · Roi blanc sur case noire g1 | Roi noir sur case blanche e6 · Pion noir sur case noire f6 · Pion noir sur case blanche g6 · Pion noir sur case blanche d5 · Fou noir sur case blanche f5 · Pion noir sur case blanche a4 · Pion blanc sur case noire h4 · Fou blanc sur case noire c3 · Pion blanc sur case blanche g2 · Roi blanc sur case noire g1 | Roi noir sur case blanche e6 · Pion noir sur case noire f6 · Pion noir sur case blanche g6 · Pion noir sur case blanche d5 · Fou noir sur case blanche f5 · Pion noir sur case blanche a4 · Pion blanc sur case noire h4 · Fou blanc sur case noire c3 · Pion blanc sur case blanche g2 · Roi blanc sur case noire g1 | Roi noir sur case blanche e6 · Pion noir sur case noire f6 · Pion noir sur case blanche g6 · Pion noir sur case blanche d5 · Fou noir sur case blanche f5 · Pion noir sur case blanche a4 · Pion blanc sur case noire h4 · Fou blanc sur case noire c3 · Pion blanc sur case blanche g2 · Roi blanc sur case noire g1 | Roi noir sur case blanche e6 · Pion noir sur case noire f6 · Pion noir sur case blanche g6 · Pion noir sur case blanche d5 · Fou noir sur case blanche f5 · Pion noir sur case blanche a4 · Pion blanc sur case noire h4 · Fou blanc sur case noire c3 · Pion blanc sur case blanche g2 · Roi blanc sur case noire g1 | 4 |
| 3 | Roi noir sur case blanche e6 · Pion noir sur case noire f6 · Pion noir sur case blanche g6 · Pion noir sur case blanche d5 · Fou noir sur case blanche f5 · Pion noir sur case blanche a4 · Pion blanc sur case noire h4 · Fou blanc sur case noire c3 · Pion blanc sur case blanche g2 · Roi blanc sur case noire g1 | Roi noir sur case blanche e6 · Pion noir sur case noire f6 · Pion noir sur case blanche g6 · Pion noir sur case blanche d5 · Fou noir sur case blanche f5 · Pion noir sur case blanche a4 · Pion blanc sur case noire h4 · Fou blanc sur case noire c3 · Pion blanc sur case blanche g2 · Roi blanc sur case noire g1 | Roi noir sur case blanche e6 · Pion noir sur case noire f6 · Pion noir sur case blanche g6 · Pion noir sur case blanche d5 · Fou noir sur case blanche f5 · Pion noir sur case blanche a4 · Pion blanc sur case noire h4 · Fou blanc sur case noire c3 · Pion blanc sur case blanche g2 · Roi blanc sur case noire g1 | Roi noir sur case blanche e6 · Pion noir sur case noire f6 · Pion noir sur case blanche g6 · Pion noir sur case blanche d5 · Fou noir sur case blanche f5 · Pion noir sur case blanche a4 · Pion blanc sur case noire h4 · Fou blanc sur case noire c3 · Pion blanc sur case blanche g2 · Roi blanc sur case noire g1 | Roi noir sur case blanche e6 · Pion noir sur case noire f6 · Pion noir sur case blanche g6 · Pion noir sur case blanche d5 · Fou noir sur case blanche f5 · Pion noir sur case blanche a4 · Pion blanc sur case noire h4 · Fou blanc sur case noire c3 · Pion blanc sur case blanche g2 · Roi blanc sur case noire g1 | Roi noir sur case blanche e6 · Pion noir sur case noire f6 · Pion noir sur case blanche g6 · Pion noir sur case blanche d5 · Fou noir sur case blanche f5 · Pion noir sur case blanche a4 · Pion blanc sur case noire h4 · Fou blanc sur case noire c3 · Pion blanc sur case blanche g2 · Roi blanc sur case noire g1 | Roi noir sur case blanche e6 · Pion noir sur case noire f6 · Pion noir sur case blanche g6 · Pion noir sur case blanche d5 · Fou noir sur case blanche f5 · Pion noir sur case blanche a4 · Pion blanc sur case noire h4 · Fou blanc sur case noire c3 · Pion blanc sur case blanche g2 · Roi blanc sur case noire g1 | Roi noir sur case blanche e6 · Pion noir sur case noire f6 · Pion noir sur case blanche g6 · Pion noir sur case blanche d5 · Fou noir sur case blanche f5 · Pion noir sur case blanche a4 · Pion blanc sur case noire h4 · Fou blanc sur case noire c3 · Pion blanc sur case blanche g2 · Roi blanc sur case noire g1 | 3 |
| 2 | Roi noir sur case blanche e6 · Pion noir sur case noire f6 · Pion noir sur case blanche g6 · Pion noir sur case blanche d5 · Fou noir sur case blanche f5 · Pion noir sur case blanche a4 · Pion blanc sur case noire h4 · Fou blanc sur case noire c3 · Pion blanc sur case blanche g2 · Roi blanc sur case noire g1 | Roi noir sur case blanche e6 · Pion noir sur case noire f6 · Pion noir sur case blanche g6 · Pion noir sur case blanche d5 · Fou noir sur case blanche f5 · Pion noir sur case blanche a4 · Pion blanc sur case noire h4 · Fou blanc sur case noire c3 · Pion blanc sur case blanche g2 · Roi blanc sur case noire g1 | Roi noir sur case blanche e6 · Pion noir sur case noire f6 · Pion noir sur case blanche g6 · Pion noir sur case blanche d5 · Fou noir sur case blanche f5 · Pion noir sur case blanche a4 · Pion blanc sur case noire h4 · Fou blanc sur case noire c3 · Pion blanc sur case blanche g2 · Roi blanc sur case noire g1 | Roi noir sur case blanche e6 · Pion noir sur case noire f6 · Pion noir sur case blanche g6 · Pion noir sur case blanche d5 · Fou noir sur case blanche f5 · Pion noir sur case blanche a4 · Pion blanc sur case noire h4 · Fou blanc sur case noire c3 · Pion blanc sur case blanche g2 · Roi blanc sur case noire g1 | Roi noir sur case blanche e6 · Pion noir sur case noire f6 · Pion noir sur case blanche g6 · Pion noir sur case blanche d5 · Fou noir sur case blanche f5 · Pion noir sur case blanche a4 · Pion blanc sur case noire h4 · Fou blanc sur case noire c3 · Pion blanc sur case blanche g2 · Roi blanc sur case noire g1 | Roi noir sur case blanche e6 · Pion noir sur case noire f6 · Pion noir sur case blanche g6 · Pion noir sur case blanche d5 · Fou noir sur case blanche f5 · Pion noir sur case blanche a4 · Pion blanc sur case noire h4 · Fou blanc sur case noire c3 · Pion blanc sur case blanche g2 · Roi blanc sur case noire g1 | Roi noir sur case blanche e6 · Pion noir sur case noire f6 · Pion noir sur case blanche g6 · Pion noir sur case blanche d5 · Fou noir sur case blanche f5 · Pion noir sur case blanche a4 · Pion blanc sur case noire h4 · Fou blanc sur case noire c3 · Pion blanc sur case blanche g2 · Roi blanc sur case noire g1 | Roi noir sur case blanche e6 · Pion noir sur case noire f6 · Pion noir sur case blanche g6 · Pion noir sur case blanche d5 · Fou noir sur case blanche f5 · Pion noir sur case blanche a4 · Pion blanc sur case noire h4 · Fou blanc sur case noire c3 · Pion blanc sur case blanche g2 · Roi blanc sur case noire g1 | 2 |
| 1 | Roi noir sur case blanche e6 · Pion noir sur case noire f6 · Pion noir sur case blanche g6 · Pion noir sur case blanche d5 · Fou noir sur case blanche f5 · Pion noir sur case blanche a4 · Pion blanc sur case noire h4 · Fou blanc sur case noire c3 · Pion blanc sur case blanche g2 · Roi blanc sur case noire g1 | Roi noir sur case blanche e6 · Pion noir sur case noire f6 · Pion noir sur case blanche g6 · Pion noir sur case blanche d5 · Fou noir sur case blanche f5 · Pion noir sur case blanche a4 · Pion blanc sur case noire h4 · Fou blanc sur case noire c3 · Pion blanc sur case blanche g2 · Roi blanc sur case noire g1 | Roi noir sur case blanche e6 · Pion noir sur case noire f6 · Pion noir sur case blanche g6 · Pion noir sur case blanche d5 · Fou noir sur case blanche f5 · Pion noir sur case blanche a4 · Pion blanc sur case noire h4 · Fou blanc sur case noire c3 · Pion blanc sur case blanche g2 · Roi blanc sur case noire g1 | Roi noir sur case blanche e6 · Pion noir sur case noire f6 · Pion noir sur case blanche g6 · Pion noir sur case blanche d5 · Fou noir sur case blanche f5 · Pion noir sur case blanche a4 · Pion blanc sur case noire h4 · Fou blanc sur case noire c3 · Pion blanc sur case blanche g2 · Roi blanc sur case noire g1 | Roi noir sur case blanche e6 · Pion noir sur case noire f6 · Pion noir sur case blanche g6 · Pion noir sur case blanche d5 · Fou noir sur case blanche f5 · Pion noir sur case blanche a4 · Pion blanc sur case noire h4 · Fou blanc sur case noire c3 · Pion blanc sur case blanche g2 · Roi blanc sur case noire g1 | Roi noir sur case blanche e6 · Pion noir sur case noire f6 · Pion noir sur case blanche g6 · Pion noir sur case blanche d5 · Fou noir sur case blanche f5 · Pion noir sur case blanche a4 · Pion blanc sur case noire h4 · Fou blanc sur case noire c3 · Pion blanc sur case blanche g2 · Roi blanc sur case noire g1 | Roi noir sur case blanche e6 · Pion noir sur case noire f6 · Pion noir sur case blanche g6 · Pion noir sur case blanche d5 · Fou noir sur case blanche f5 · Pion noir sur case blanche a4 · Pion blanc sur case noire h4 · Fou blanc sur case noire c3 · Pion blanc sur case blanche g2 · Roi blanc sur case noire g1 | Roi noir sur case blanche e6 · Pion noir sur case noire f6 · Pion noir sur case blanche g6 · Pion noir sur case blanche d5 · Fou noir sur case blanche f5 · Pion noir sur case blanche a4 · Pion blanc sur case noire h4 · Fou blanc sur case noire c3 · Pion blanc sur case blanche g2 · Roi blanc sur case noire g1 | 1 |
|   | a | b | c | d | e | f | g | h |   |

 !!coup excellent.
Le double point d'exclamation dénote un coup remarquable, inattendu et particulièrement difficile à trouver. On le trouve souvent après des sacrifices importants, des combinaisons qui impliquent le calcul de nombreuses variantes, et qui heurtent l'intuition à première vue. Le coup excellent peut aussi sauver une position perdante ou bien créer une position gagnante à partir d'une position manifestement nulle ou perdante.

## Annotations de la position
∞position peu claire.
Le symbole ∞ indique qu'il n'est pas facile de déterminer qui a l'avantage, ou si un avantage existe. On le trouve souvent dans les positions déséquilibrées, par exemple si un camp à une structure de pions faible, mais un jeu de pièce actif.
∞/=avec compensation pour le matériel.
Le commentateur estime qu'un désavantage matériel est compensé par un autre avantage : espace, attaque, structure de pions, etc.
=position égale.
Le commentateur estime que les chances sont égales.
+/= (⩲), =/+ (⩱)léger avantage pour les Blancs ou pour les Noirs, respectivement.
+/- (ou ±), -/+ (ou ∓)avantage pour les Blancs (ou Noirs, respectivement).
+- , -+avantage écrasant pour les Blancs (Noirs resp.), qui doit normalement mener à une victoire.

## Autres symboles
D'autres symboles sont utilisés par l'Informateur d'échecs (qui publie l'Encyclopédie des ouvertures d'échecs notamment) :
- ○ : grand avantage d'espace
- ↑ : avantage de temps ou initiative. Indique que le camp a un avantage dans ce domaine.
- ↑↑ (ou ↻): avantage de développement.
- ⇄ : contre-jeu. Indique que le joueur fait un bon usage de ses possibilités de contre-jeu.
- ∇ : contre-plan. Indique l'obstruction du plan adverse.
- Δ : avec l'idée. Suivi d'un coup, indique la motivation du coup précédent.
- ⊙ : Zugzwang.
- ⃞ : Seul coup.
- ⊞ : centre
- » : aile roi
- « : aile dame
- ╳ : point faible
- ∟ : avec
- ― : voir
- ‖ : etc.
- R : différents coups
- ⊥ : finale

## La convention Nunn
Dans son livre de 1992 Secrets of Rook Endings et d'autres de la série (Secrets of Minor-Piece Endings et Secrets of Pawnless Endings), John Nunn utilise ces symboles d'une façon plus spécifique, dans le contexte des finales où le meilleur jeu peut être déterminé avec certitude grâce aux tables de finales (Nunn 1999) :
- ! : le seul coup qui maintient l'évaluation de la position : si la position est théoriquement nulle, c'est le seul coup qui ne perd pas; si la position est gagnante c'est le seul coup qui assure le gain. Le point d'exclamation est attribué indépendamment de la difficulté de trouver le coup, la seule exception est quand il s'agit du seul coup légal.
- !! : un coup comme plus haut, mais particulièrement difficile à trouver.
- ? : un coup qui dégrade la position : si la position était nulle avant le coup, elle devient perdante; si elle était gagnante, elle devient nulle ou perdante.
- ?? : un coup qui dégrade clairement la position.
- !? : un coup qui rend difficile la tâche de l'adversaire ou facilite la sienne; par exemple, dans une position perdue, un coup qui force l'adversaire à trouver plusieurs coups « ! ».
- ?! : un coup qui facilite la tâche de l'adversaire ou complique la sienne; par exemple dans une position théoriquement gagnante, un coup qui requiert plusieurs coups « ! » pour gagner.

Cette convention a été utilisée dans quelques ouvrages ultérieurs, comme dans Fundamental Chess Endings de Karsten Müller et Frank Lamprecht, on peut cependant supposer que cette convention n'est pas utilisée à moins qu'elle soit explicitement précisée. La convention Nunn n'est pas adaptée aux annotations de parties complètes dans la mesure où le meilleur résultat possible n'est pas facile à déterminer.

## La convention Hübner
Le grand maître international allemand Robert Hübner préfère une convention encore plus spécifique et plus restrictive des annotations : « J'ai attribué des points d'interrogation qui changent une position gagnante en nulle, ou une nulle en position perdante, selon mon jugement ; un coup qui transforme une position gagnante en position perdante mérite deux points d'interrogation. (...) J'ai distribué des points d'interrogation entre parenthèses aux coups qui sont manifestement imprécis, et augmentent significativement les difficultés du joueur. (...) Il n'y a pas de point d'exclamation, car ils ne servent aucun but utile. Le meilleur coup devrait être mentionné dans l'analyse dans tous les cas ; le point d'exclamation ne sert qu'à indiquer l'excitation personnelle du commentateur. »

## Composition échiquéenne
Quand la solution d'un problème d'échecs est donnée, il existe quelques conventions qui sont devenues courantes :
- un coup clé est marqué d'au moins un « ! »
- un coup d'essai est marqué d'un « ? »
- la réfutation d'un coup d'essai est marquée d'un « ! »
- quand l'évitement d'un dual fait partie du thème du problème, les duals évités (quand ils sont indiqués) sont marqués par un « ? »